# Toma T. Socolescu
Pour les articles homonymes, voir Socolescu.
Toma T. Socolescu est un architecte roumain majeur né à Ploiești le 20 juillet 1883 et mort à Bucarest, le 14 octobre 1960. Pilier de l'architecture roumaine du début du XXe siècle jusqu'à la Seconde Guerre mondiale, il consacre toute sa vie à sa région de Prahova et particulièrement à la ville de Ploiești. Il contribue aussi largement à la vie culturelle de son pays.

## Biographie
Toma T. Socolescu a marqué le visage de l'architecture roumaine moderne jusqu'à la Seconde Guerre mondiale, tant en laissant un héritage conséquent, tant en termes de constructions remarquables, de fondations à caractère culturel, que de littérature en rapport avec l'architecture roumaine et son évolution. Il fait toujours référence dans le monde de l'architecture et de l'art. Plus d'une dizaine de ses œuvres ont été classées monument historique.

### Éducation et voyages
Fils, petit-fils et neveu d'architectes, son choix de carrière n'est cependant pas aisé. Après une enfance heureuse et comblée, son père meurt brutalement le 22 novembre 1897, puis sa mère, trois années plus tard, le même jour, il devient orphelin à l'âge de 17 ans avec la charge de ses quatre frères et sœurs. Toma T. a de grandes dispositions pour le dessin et consacre son temps libre à dessiner durant ses trois dernières années de lycée. Avide de savoir, il profite de la grande bibliothèque de son père et hérite de son talent de dessinateur. Malgré la situation financière catastrophique de la famille, la dispersion de ses frères et sœurs recueillis par les oncles et cousins Socolescu, et la conjoncture économique défavorable pour les architectes à la fin du XIXe siècle en Roumanie, il profite de la gratuité des études supérieures, en ce temps. Son oncle, l'architecte Ioan N. Socolescu, ne l'encouragera pas à suivre la voie de l'architecture. Toma T s'inscrira ainsi d'abord en droit, études qu'il abandonnera rapidement pour forcer son destin et suivre sa passion pour l'art et l'architecture.
 

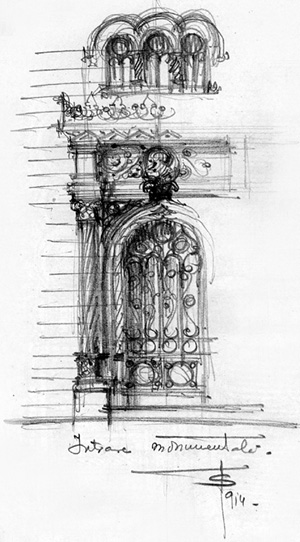
Croquis d'entrée monumentale. Extrait du Cahier de croquis

Il termine ses études secondaires en 1901 au lycée Saint-Pierre-et-Saint-Paul de Ploiești (ro) pour entrer à l'université d'architecture et d'urbanisme Ion Mincu, alors appelée École nationale supérieure d'architecture, où il est élève de Ion Mincu, la référence de l'architecture roumaine du début du siècle. Toma T. s'intéresse à de nombreux domaines et mène une très riche vie estudiantine : 

« Les premières années d'école ont été partagées entre les études d'architecture, les séances de musique chez Schifleers jusqu'à son départ pour Paris, ainsi que divers concerts, les lectures à la Fondation Carol I et à la bibliothèque de l'école, l'écoute de conférences à l'Université, la logique et l'histoire de la philosophie contemporaine avec T. Maiorescu, psychologie et esthétique avec C. Rădulescu-Motru (ro), cours libre d'histoire de la littérature universelle avec N. Lorga, histoire de la peinture et de la sculpture avec des projections de Tzigara-Samurcaș à la Fondation Carol I, ainsi que de nombreuses conférences à l'Athénée, des expositions de peinture et de sculpture, plus rarement aussi d'architecture, par le biais de concours publics qui étaient exposés à l'Athénée. Par ailleurs, j'ai également participé, plus rarement, à certaines réunions politiques, en particulier celles des conservateurs junimistes, qui comptaient, à l'exception de Take Ionescu, un conservateur cantacuziniste, les orateurs les plus éminents et les plus talentueux du pays. »

 L'objectif de l'école d'architecture est alors : « orienta şi forma la studenţi, dragostea pentru valorile culturale ale trecutului ţării, de a le insufla interesul pentru reluarea tradiţiei arhitecturii româneşti, în noile condiţii impuse de necesităţile şi aspiraţiile societăţii moderne » (« d'orienter et de former les étudiants à l'amour des valeurs culturelles du passé du pays, de leur inculquer un intérêt pour la renaissance de la tradition architecturale roumaine dans les nouvelles conditions imposées par les besoins et les aspirations de la société moderne »). À partir de 1903, les élèves doivent réaliser des relevés de monuments historiques et d'architecture dans le but d'étudier et de mettre en valeur l'art national. Ces exercices ont joué un rôle important dans l'utilisation d'un large éventail de formes et d'éléments décoratifs dans les créations des architectes.
Il obtient son diplôme (no 42), spécialisé en architecture civile, religieuse et archéologie roumaine, avec les plus hautes distinctions en juin 1911.
Il connaît ses premières expériences professionnelles au cours de ses études. Dessinateur à la Poste centrale de Bucarest vers 1905,, il est ensuite coopté, toujours comme dessinateur, en 1906 par le collectif d'architectes de premier rang, dirigé par Ştefan Burcuş (ro), Victor Ştefănescu (ro) et Ion D. Berindey (ro), organisateurs de Exposition générale roumaine de Bucarest en 1906,. L'évènement est organisé par le gouvernement conservateur roumain en l'honneur des 40 années de règne de Carol Ier. Cette opportunité lui permet d'être en contact avec les plus grands artistes et architectes de l'époque. Ces rencontres ont un impact décisif sur la suite de sa carrière.
Ses voyages à Vienne (Autriche), Constantinople, Budapest en 1913 et surtout en Italie, du 15 décembre 1923 au 20 février 1924,, puis plus tard en janvier 1937 ainsi qu'en France, représentent une étape importante dans sa vie. Il y trouve des éléments d'inspirations pour son œuvre en Roumanie.

#### Première guerre mondiale
Il participe activement au premier conflit mondial. Incorporé au 47e régiment d'infanterie en 1916, il est versé rapidement au régiment du train de Bucarest et enfin détaché au «Groupe de défense du Danube» ou Grupul Apărării Dunării. Il y est chargé, avec d'autres architectes et ingénieurs, de détruire les ponts lors de la retraite de Moldavie. Il construit aussi des centres hospitaliers et installations sanitaires, le typhus ayant fait des ravages au sein de l'armée roumaine. Vers 1917, il rejoint un bataillon de chasseurs alpins. La retraite de l'armée roumaine jusqu'en Moldavie lui permet de découvrir l'art paysan et sacré de différentes régions roumaines,. Ne se séparant jamais de son cahier de notes et croquis, il réalise de nombreux dessins d'art populaire et de styles architecturaux traditionnels, dont il s'inspire par la suite. Deux reproductions de ses aquarelles représentant des maisons à Chișinău (Bessarabie) sont publiées en 1926. En 1941, il écrit un article consacré à l'art roumain ancien en Bessarabie et illustré par ses propres aquarelles,.

### Professorat et écriture
Toma T. Socolescu, outre son activité professionnelle libérale, était professeur à l'Université Ion Mincu, poste qu'il occupe de 1927 à 1947,. Il est l'un des rares architectes de son époque à avoir été aussi prolixe en littérature spécialisée, et pas seulement dans les strictes domaines de l'architecture ou de l'urbanisme. Il se passionne pour la théorie et la critique de l'architecture et publie un cours de théorie de l'architecture, en deux volumes, à la faculté Ion Mincu. Dans la période 1922-1948, Toma T. Socolescu enseigne cette même théorie. Il publie plusieurs livres et de nombreux articles dans plusieurs revues dont Arhitectura, Simetria, Buletinul Comisiei Monumentelor Istorice, Căminul, ainsi que dans divers journaux locaux. Dans la monographie de  Mihail Sevastos (ro) sur la ville de Ploiești publiée en 1937, il est l'auteur des chapitres consacrés à l'architecture, les Halles Centrales, l'urbanisme, l'histoire des plans de la ville, ainsi que celui consacré à la culture. En 1938, un an plus tard, il publie Arhitectura în Ploești, studiu istoric, une étude historique sur l'architecture de Ploiești, préfacée par Nicolae Iorga. Le livre contient les chapitres rédigés (par l'architecte) pour la Monographie de la ville de Ploești.
Le 20 mars 1958, il dépose à la bibliothèque de l'Institut d'Architecture Ion Mincu une monographie dédiée à Ion Mincu : Ion Mincu, profesor arhitect 1851-1912, rédigée en deux volumes: un volume documentaire de 408 pages et un album de 132 photographies.
Deux œuvres seront publiées post-mortem en 2004 : Fresca Arhitecţilor care au lucrat în România în epoca modernă 1800-1925, considéré comme la référence bibliographique de l'architecture sur cette période, ainsi que la première partie de ses mémoires Amintiri, allant de sa naissance à 1924. Il travaillait sur la seconde partie de ses mémoires, lorsque sa mort est survenue.

### Vie publique et fonctions officielles
Il occupe la fonction d'Architecte en Chef du județ de Prahova de 1919 à 1920,, puis Maire de la Ville de Ploiești de décembre 1919 à mars 1920.
Décoré de  Ordre de la Croix Regina Maria (ro) pour ses constructions militaires sanitaires lors de la Première Guerre mondiale,, membre de l'Ordre de la Couronne de Roumanie, au grade d'officier, par un décret du Roi Ferdinand Ier de Roumanie en 1925.
Il est également distingué par la Médaille du travail (ro) de première classe pour son enseignement, en mai 1927, lors de l'inauguration du corps principal du Palais des Écoles Commerciales de Ploiești.
Il est membre de la Société des Architectes Roumains depuis 1911 jusqu'à son extinction par les communistes en 1948. Il y occupe successivement plusieurs fonctions : censeur de 1925 à 1927 puis Vice-président en 1944. Il adhère à l'organisation qui succédera à la SAR : l'Union des Architectes de la République Populaire de Roumanie, à partir de novembre 1953,.
Il fonde et préside l'Établissement Nicolae Iorga dans les années 1920 à 1930, et siège en tant que Conseiller municipal de Ploiești du 10 mars 1926 au 20 mars 1929, sous le Maire Ion Georgescu Obrocea. Il fait aussi partie du comité de sélection de la revue roumaine d'architecture Arhitectura au début des années 1940.
Son approche vise à rassembler tous les hommes de bonne volonté qui souhaitent mettre le savoir à la disposition du plus grande nombre et embellir la cité. Il est ainsi membre du  Rotary Club de Ploiești à partir d'avril 1937,.
D'abord homme d'arts et de culture, Toma T. Socolescu a un engagement politique constant mais limité. Ses mandats de maire, conseiller municipal et député n'ont été pour lui que des moyens de faire avancer des projets culturels, d'urbanisme ou d'architecture. Étudiant engagé, patriote, ses liens forts avec Nicolae Iorga l'amènent à prendre des responsabilités au sein de son parti politique le Parti Nationaliste Démocrate (ro). Restant cependant libre et ouvert, il développe de nombreux liens et amitiés avec des personnages issus d'autres horizons politiques tel Ion Ionescu-Quintus, du Parti National Libéral, dont il est également très proche,.
Nommé Membre du comité central exécutif du Parti Nationaliste Démocrate (ro) à partir de 1926, puis Vice-président du parti à partir de mai 1929, confirmé lors de la réunion du 7 avril 1931. Il devient député de Prahova pour ce même parti pendant le Gouvernement Nicolae Iorga (ro), du 19 avril 1931 au 6 juin 1932, au sein du Parti Nationaliste Démocrate. La seule action politique qui lui soit connue au niveau national est son soutien au projet de loi pour l'organisation du Corps des Architectes Roumains et du Registre des Architectes en 1932,,. Adopté par le parlement, il fait l'objet d'un décret royal d'application le 15 juillet 1932.
Il est aussi Maire de sa commune d'adoption Păulești de février 1938 à novembre 1940, ainsi que de février 1942 à janvier 1945, deux mandats très actifs qui permettront de moderniser la commune.
Il est fait Citoyen d'honneur de la ville de Ploiești à titre posthume, en septembre 2010 et aussi Citoyen d'honneur de la commune de Păulești à titre posthume, depuis mai 2018.

### Vie à Păulești
Toma T. Socolescu acquiert un manoir ainsi qu'un grand terrain attenant de 5 hectares en 1927, dans le village de Păulești, situé à quelques kilomètres de Ploiești. Sa famille s'y installe la même année. Il y reçoit régulièrement les personnalités de Ploiești.
Le terrain sera en grande partie consacré à des activités fermières. Très impliqué dans son rôle de Maire (1938-1940 et 1942-1945), outre la modernisation de la commune et la construction de nombreux bâtiments publics, Il aide les villageois en difficulté, organise et finance des formations agricoles gratuites en viticulture et culture fruitière pour tous les villageois de la commune, et cela dans sa propre ferme, située sur le terrain du manoir Socolescu. Il permet à la production laitière de Păulești, principal fournisseur de lait de la grande ville voisine de Ploiești, de doubler, par ses connaissances zootechniques, et sa décision d'importer des taureaux de Suisse afin de développer une race beaucoup plus productive.

### Période communiste
Intellectuel, membre d'une famille respectable de Roumanie, homme politique important du județ de Prahova, il refuse de s'intégrer à la nouvelle organisation communiste des architectes crée à partir de 1947, et devenue en décembre 1952 : Union des Architectes de la RPR, qui remplace la Société des Architectes Roumains (SAR). Le départ de son fils aîné Mircea pour la France vers 1944-1945, aggrave la situation de la famille aux yeux des autorités communistes. Considéré comme un « ennemi de classe », il est menacé, soumis au chantage et persécuté par les autorités communistes et en particulier par la Securitate (la police politique roumaine),. Il échappe à la prison, mais ses biens meubles et immeubles sont  confisqués (nationalisés) ou volés dans les années 1950, par les autorités communistes locales,. Les familles de la bonne société roumaine, souffrent particulièrement de la politique de persécution, de restriction, d'isolement, voire d'emprisonnement, mise en place par les communistes vis à vis des personnes considérées comme suspectes ou hostiles au pouvoir. Mis à la retraite d'office de son poste de professeur à l'Université Ion Mincu en 1947, Interdit d'exercer sa profession d'architecte, il est ensuite exproprié et expulsé de son domaine de Păulești le 21 février 1952 et s'installe chez son fils Toma Barbu Socolescu à Bucarest.
La famille Socolescu est harcelée et malmenée par la Securitate jusqu'à sa disparition en 1960. Bénéficiant d'une pension modeste, sans autres revenus, mais recherchant toujours une activité, il doit se résoudre à prendre un poste dans les instituts d'État, il est ainsi obligé de travailler jusqu'à 74 ans, d'abord à Institut de l'Urbanisme et des Constructions (ISPROR),, puis à partir de 1953, dans le cadre de l'Institut Central pour la Systématisation des villes et des régions (ICSOR), il est détaché au département des Monuments Historiques pendant quatre années. Le 12 février 1957, il est mis à la retraite d'office avec une pension réduite. Malgré l'adversité et les difficultés, Toma T. Socolescu lutte sans relâche jusqu'à ses derniers jours pour défendre sa conception de l'architecture, principalement au travers des trois monographies sur le sujet qu'il rédigera et corrigera de 1949 à 1959.

### Concours d'architecture
Pratiquant l'architecture en tant que profession libérale, il obtient de nombreux prix aux concours publiques :
1. Premier prix pour les deux sujets : plans type pour une petite église en bois avec un seul clocher et une plus grande disposant de plusieurs clochers, Pantocratorul, 1907[b 6],[e 23]
2. Second prix pour le projet de l'École Normale de Buzău, en 1911. Le premier prix n'est pas été décerné car seuls deux architectes ont participé au concours[b 21],[e 24].
3. Premier prix au concours pour l'unification des façades du Palais des journaux Adevărul et Dimineața, concours auquel ont participé plus de 30 architectes en 1914[e 24]. Le projet de Toma T. a été publié dans le journal Dimineața[26] ainsi que dans la revue Arhitectura en 1916 et 1924[d 7]. La construction ne voit jamais le jour du fait de la Première Guerre mondiale. Une façade, sans aucune relation avec le projet de l'architecte, est élevée dans les années 1920.
4. Premier prix au concours du Palais de la Chambre de Commerce et d'Industrie de Ploiești, en 1920, à la suite de l'acquisition de bâtiments voisins par la Chambre de Commerce. Le projet ne sera que partiellement exécuté de 1930 à 1935[e 25]. La Chambre est supprimée par le régime communiste en 1949, après 84 années d'existence. Le palais est lourdement affecté par le tremblement de terre de 1940 (en), puis détruit pendant la période communiste. Mais une dépendance de la Chambre : le cinéma Scala, construite par Toma T. dans les années 1930, a été épargnée et est toujours visible.
5. Premier prix au concours pour le bâtiment du Creditul Prahovei (ou Banca Romaneasca initialement) de Ploiești, en 1923[e 26]. Le projet ainsi que des photographies de la banque ont été publiés dans la revue Arhitectura en 1926[d 8]. L’œuvre a été réalisée[e 27].
6. Premier prix au concours de la cathédrale orthodoxe de la ville de Târgu Mureș en 1924. La cathédrale a été construite mais selon les plans d'un autre architecte qui avait échoué au concours[e 28],[27].
7. Premier prix au concours pour le Palais de la Mairie de Bucarest en 1925, en équipe avec l'architecte D. Petrescu-Gopeş[e 26]. Le projet ainsi que des photographies ont été publiés dans la revue Arhitectura en 1926[d 9]. Cette réussite est l'occasion de fêter l'architecte à Ploiesti[28]. Aucune construction ne verra finalement le jour, la Mairie s'installant dans le Palais du Ministère des Travaux publics (ro)[29], un bâtiment construit en 1910 par l'architecte Petre Antonescu.
8. Premier prix au concours du Casino de la raffinerie Astra Română à Ploiești, en 1937, avec son fils Barbu Socolescu[e 29]. Le projet est publié dans la revue Arhitectura dans le no de juillet-octobre 1937[d 10]. Le projet ne voit pas le jour.
9. Premier prix au concours pour les halles de la ville de Predeal[b 22],[e 30]. L'ouvrage n'a pas été exécuté.
10. L'architecte écrit aussi avoir gagné le Premier prix au concours du Palais du Travail de la ville de Ploiești, projet qui aurait été exécuté, toujours selon lui[b 22],[e 30]. Cependant aucune trace de sa réalisation n'a été trouvée[f 1].

Il gagne par ailleurs le premier prix pour son projet des Halles Centrales lors des Salons officiels d'Architecture et des Arts décoratifs de Bucarest de 1930,, et 1933,.

### Généalogie
La famille Socol de Berivoiul Mare (ro), anciennement partie du territoire de Făgăraș ou Pays de Făgăraș, est une branche de la famille Socol de Munténie (Muntenia), qui a ses racines dans le județ de Dâmbovița.
Un 'Socol', grand boyard et gendre de Michel Ier le Brave (1557-1601), avait deux fondations religieuses dans le județ de Dâmbovița, encore existantes, celles de  Cornești et Răzvadu de Sus. Il fit construire leurs églises (ainsi qu'une autre église dans la banlieue de Târgoviște).
Ce boyard fut marié à Marula, fille de Tudora din Popești aussi appelée Tudora din Târgșor, sœur du Prince Antonie-Vodă. Marula fut reconnue par Mihai Viteazul comme sa fille illégitime, issue d'une liaison extra-maritale avec Tudora. Marula est enterrée dans l'église de Răzvadu de Sus, où, sur une dalle de pierre richement sculptée, son nom peut être lu.
Nicolae Iorga, le grand historien roumain et ami de Toma T. Socolescu, a trouvé des ancêtres Socol parmi les fondateurs de la Ville de Făgăraș au XIIe siècle. En 1655, le Prince de Transylvanie Georges II Rákóczi anoblit un ancêtre de Nicolae G. Socol : « Ștefan Boier din Berivoiul Mare et par lui sa femme Sofia Spătar, son fils Socoly, ainsi que leurs héritiers et descendants de quelque sexe que ce soit, à être traités et considérés comme de véritables et indéniables NOBLES. », en remerciement pour ses offices de courrier du Prince dans les Carpates, fonction « qu'il a rempli fidèlement et avec constance pendant de nombreuses années, et surtout en ces temps orageux[..] »,. Vers 1846, cinq frères Socol viennent en Munténie, depuis Berivoiul Mare (ro), dans le territoire de Făgăraș.

« Cinq frères ont traversé les montagnes, tous bâtisseurs, venant de la région de Făgăraș, un village au pied des montagnes, Berivoiul mare (ro), où aujourd'hui encore le nom de Socol est répandu, et où l'on dit qu'un de leurs ancêtres serait venu de Munténie, à savoir de la région de Târgoviște, qui est le foyer de la famille Socol, étant jusqu'à aujourd'hui, près de Târgovişte, Valea lui Socol, ainsi que leurs deux églises fondatrices, à Răzvadu de Sus et à  Cornești,. »

 L'un de ces cinq frères est l'architecte  Nicolae Gh. Socol (?? - décédé en 1872). Il s'installa à Ploiești vers 1840-1845 et se nomma Socolescu. Marié avec Iona Săndulescu, issue de la banlieue Saint Spiridon (Sfântu Spiridon), il eut une fille (décédée en bas âge) et quatre garçons,, d'entre lesquels deux grands architectes : Toma N. Socolescu, ainsi que Ion N. Socolescu (ro). La lignée des architectes se prolonge avec Toma T. Socolescu, fils de Toma N. Socolescu, ainsi que son fils Barbu Socolescu.
l'historien, cartographe et géographe Dimitrie Papazoglu (ro) évoque, en 1891, la présence de boyards roumains du premier rang Socoleşti, à Bucarest, descendants de Socol de Dâmbovița. Enfin Constantin Stan fait également référence, en 1928, à l'origine précise de Nicolae Gheorghe Socol : 

« Au pied des Carpates, sur la rive droite du ruisseau du même nom, se trouve la commune de Berivoii-mari (ro) [...], l'un des plus anciens villages du foyer d'Olt [...]. Les habitants sont composés de serfs et d'anciens boyards. [...], et les familles de boyards roumains étaient : Socol, Boyer, Sinea et Răduleț, soldats ayant le privilège de garde-frontière.[...] La famille G. Streza Socol a donné naissance à Nicolae Socol, un architecte diplômé de Vienne, qui a mis pied à terre dans la ville de Ploeşti, avec plusieurs de ses frères vers le milieu du siècle dernier. »

## Œuvre architecturale et urbanistique

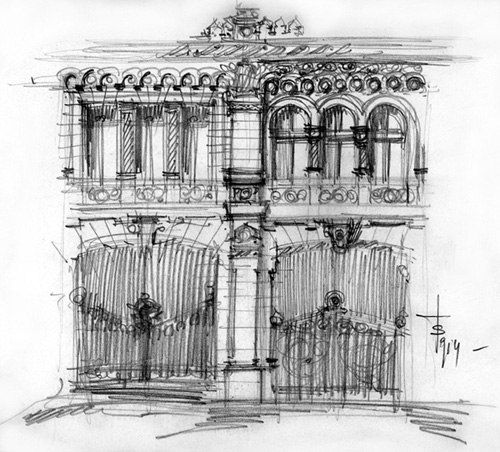
Croquis de façade. Extrait du Cahier de croquis de Toma T. Socolescu.

L'architecte commence sa carrière d'architecte libéral à Ploiești, poursuivant l'œuvre de son père et de son grand-père. Ses débuts sont ardus comme il le décrit dans ses mémoires : « Travaillant seul tant sur la planche à dessin que sur le chantier, construisant directement avec des artisans de Ploiești et sans grandes connaissances techniques, auxquelles s'ajoutait mon manque d'expérience - d'autant plus que je n'étais passé que par un des ateliers d'architectes de Bucarest qui construisaient des ouvrages importants, - aidé par des entrepreneurs habiles et bien équipés - il était très difficile de commencer ce métier d'escargot. ».
Toma T. Socolescu est l'un des représentants, et ardent défenseur du style architectural national roumain, également appelé Style néo-brâncovenesc ou encore Style néo-roumain. Il s'inspire en particulier du style Brâncovenesc. Influencé par Ion Mincu, dont il se déclarait le disciple,, le fondateur de l'architecture néo-roumaine et son professeur, dont il défend l’œuvre et l'héritage toute sa vie,, son œuvre n'est toutefois pas marquée par un seul style mais plutôt l'éclectisme. Il a su enrichir le style néo-roumain ou se diversifier en épousant les évolutions technologiques, dont le béton armé, et en tenant compte des nouvelles tendances artistiques impulsées par l'Art Déco et l'Architecture moderne. En témoignent clairement les halles de Ploiești, la tour de la Cathédrale Saint Jean le baptiste, ainsi que l'école primaire de Păulești.

Dans son livre sur les architectes Socolescu, Gabriela Petrescu explique que Toma T. Socolescu respecte toujours certaines règles dans toutes ses œuvres, qu'il s'agisse de maisons individuelles ou d'immeubles: 
« 
- Pas d’innovation à tout prix, la qualité est la condition primordiale pour une architecture roumaine moderne.
- Les plans de construction sont conçus en fonction de la forme et des dimensions du terrain. Parallèlement au plan de la maison, l'architecte étudie le terrain et organise les espaces en créant des terrasses, des formes rectangulaires ou circulaires.
- Bien qu'il ait conçu ses projets à une époque où les principes de l'architecture moderne se faisaient sentir, Socolescu n'a pas abandonné le style éclectique dans ses plans.
- Lors de la conception des maisons, l'architecte tient compte de l'orientation optimale du bâtiment et des pièces par rapport aux points cardinaux.
- Toma T. Socolescu a étudié les projets jusque dans les moindres détails de construction.
- La résolution plastique des habitations, qu'il s'agisse de villas ou d'immeubles, se caractérise par l'interprétation d'éléments de l'ancienne architecture roumaine, porches, terrasses ouvertes avec pilers ou colonnes (foișór) et encadrements.
- L'architecte a utilisé des combinaisons de matériaux de construction de haute qualité tels que la pierre, le métal, le béton, la brique, très bien mis en œuvre, qui confèrent solidité et durabilité aux constructions. »

Il s'emploie sans relâche à embellir Ploiești et à construire des bâtiments publics pour tout le județ de Prahova. Intéressé par l'archéologie, il étudie et préserve maisons et églises anciennes, il publie études et relevés dans ce domaine.
Il joue aussi un rôle essentiel au sein de la direction de la Société des architectes roumains, et participe pleinement à la vie culturelle et sociale de sa ville natale. Il en est même maire de décembre 1919 à mars 1920. La composante artistique de l'architecture est pour lui un aspect essentiel de cet art.
Toma T. Socolescu reste très critique de l'architecture sans lien avec l'art, et en particulier sans relation avec l'art roumain traditionnel. La très forte progression du nombre d'étudiants en architecture, sans que leur talent artistique ne soit indispensable pour embrasser cette carrière est, à ses yeux, une erreur. Dans ses mémoires, il fustige les architectes modernes des années 1920 à 1940 qui négligent, selon lui, les fondements artistiques du métier d'architecte. Il dénonce aussi les projets où seul l'aménagement de l'espace est pris en considération, aidé en cela par une large spéculation immobilière, la corruption des hommes politiques et trafic d'influence, en particulier à Bucarest. Il constate par ailleurs le manque d'hygiène des logements construits en Roumanie depuis 1900 jusque dans les années 1950, alors même que les constructions en France, Autriche ou Allemagne de la même époque sont beaucoup plus avancées dans ce domaine.

« [...] Sans parler de la fortune de certains hommes politiques, tant dans l'ancien royaume que dans les provinces annexées, dont certains ont acheté des propriétés et construit de véritables châteaux d'un luxe éblouissant, avec des parquets noirs apportés d'Inde et menant un train de vie dont ils n'auraient jamais rêvé. De toute cette richesse faite du jour au lendemain par ces sybarites nationaux, sont nés ces grands immeubles de Bucarest, ainsi que la spéculation de quelques entrepreneurs qui ont construit pour vendre ensuite des appartements à divers amateurs de la capitale et des provinces, un investissement pour de nombreux particuliers qui voulaient sécuriser leur monnaie incertaine dans quelque chose de sûr et de rentable. La construction de ces immeubles étant une simple affaire commerciale, elle ne pouvait donner lieu à une architecture car elle n'en avait pas. Mais les sites ont donné lieu à une spéculation au-delà de toute limite admissible - au nez et à la barbe des urbanistes de l'hôtel de ville de la capitale, - couvrant presque tout le site d'immeubles, une véritable honte pour l'hygiène publique! »

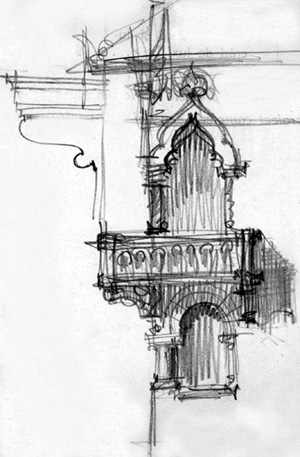
Croquis de balcon. Extrait du Cahier de croquis de Toma T. Socolescu.

En 1938, en conclusion de son étude historique sur l'architecture de Ploiești Toma T. Socolescu écrit : 

« Nous vivons une époque confuse, pendant laquelle il semble que personne ne sait ce qu'il veut, et ainsi découle ce chaos de constructions dites modernes, résultant d'une époque où la science, les calculs d'ingénierie et une quasi superficialité des connaissances architecturales, ont pris le pas sur la beauté consacrée et cultivée au fil des siècles qui nous ont précédés, standardisant tout et créant ainsi des œuvres de civilisation froides et pataudes sur les ruines de celles de la culture, celles qui nous ont donné la tradition et le génie de ce peuple élevé dans le culte du beau,. »

### À Ploiești
Maire de Ploiești juste après le conflit de 1916-1918, tout en cumulant la fonction avec celle d'architecte en chef, Toma T. Socolescu doit gérer tous les problèmes d'approvisionnement majeurs de la ville. Pendant son court mandat de 4 mois, il change les perspectives de la ville et traces des axes de développement et de changement qui donneront une nouvelle dimension à Ploiești.
Il est ainsi le créateur du projet d'agrandissement du rayon de la ville, englobant les raffineries situées en périphérie et permettant ainsi à la ville de profiter des taxes dont elles devaient s'acquitter,,. Ainsi triplé, le budget atteint une taille critique permettant les grands travaux d'infrastructures nécessaires pour une ville en pleine croissance, ainsi que les services publics nécessaires : « pavage des rues, extension des réseaux de distribution d'eau et d'électricité, introduction du gaz de ville pour le chauffage, construction de nouveaux bâtiments scolaires et dispensaires »,,.
Il montre ses talents d'urbaniste, en planifiant de grands changements : Il décide de déplacer le marché aux viandes et aux légumes, jusqu'alors situé dans des cabanes devant l'hôtel de ville, vers un marché asphalté dans l'ancienne halle, devant les halles actuelles. Il prévoit aussi de réviser et compléter le plan d'alignement de Lindley, en le transformant en un véritable plan de systématisation, ainsi que de créer un second marché de quartier, connu sous le nom d'Anton Măcelaru. Il trace aussi l'avenir, en prévoyant la construction d'une halle moderne et d'un nouvel l'Hôtel de Ville, l'actuel étant devenu insuffisant,. Il demande aussi à récupérer une partie du Domaine Bereasa ou  Moșia Bereasa, Quartier Bereasca de nos jours qui restait d'une expropriation déjà réalisée, afin de créer un parc communal en position dominante et à la barrière la plus proche du centre ville. Il ne sera pas suivi sur ce point par les maires suivants,.
Il réalisera plus tard dans les années 1930, en tant qu'architecte, l'un des éléments phare du plan qu'il avait imaginé 15 ans plus tôt en tant qu'édile : La construction des Halles Centrales (ro).
Presque tous les projets architecturaux, non terminés pendant son court mandat, seront réalisés par les maires suivants,,
Il participe tout au long de son existence à l'amélioration de la ville de Ploiești tant sur le plan de l'urbanisme, de l'hygiène que de la planification. De 1932 à 1935, en collaboration avec les architectes Ion Davidescu et Simion Vasilescu, il élabore un nouveau plan de systématisation de la ville. Ce plan vise à donner plus d'importance aux espaces verts, à la circulation routière et ferroviaire, et de façon générale à organiser une croissance harmonieuse de la cité. Le plan prévoit le développement urbain et la densité de peuplement optimale, la répartition des institutions publiques et culturelles, des écoles, des espaces de verdure. Il détaille aussi les règles qui devront définir ce que l'on appelle de nos jours, les plans d'occupation des sols. Des plans similaires seront établis par l'architecte, aidé par son fils Toma Barbu Socolescu, pour les localités de Câmpina et Mizil dans les années 1940. Ces projets sont mis en application jusqu'à la mainmise des communistes sur l'organisation de la cité en 1945. Ce type de plan, classique en architecture urbanistique, et dont toutes les grandes villes disposent, dit de systématisation, ne doit pas être confondu avec les destructions massives mises en œuvre par les communistes et aussi dénommées  systématisation.

### À Păulești

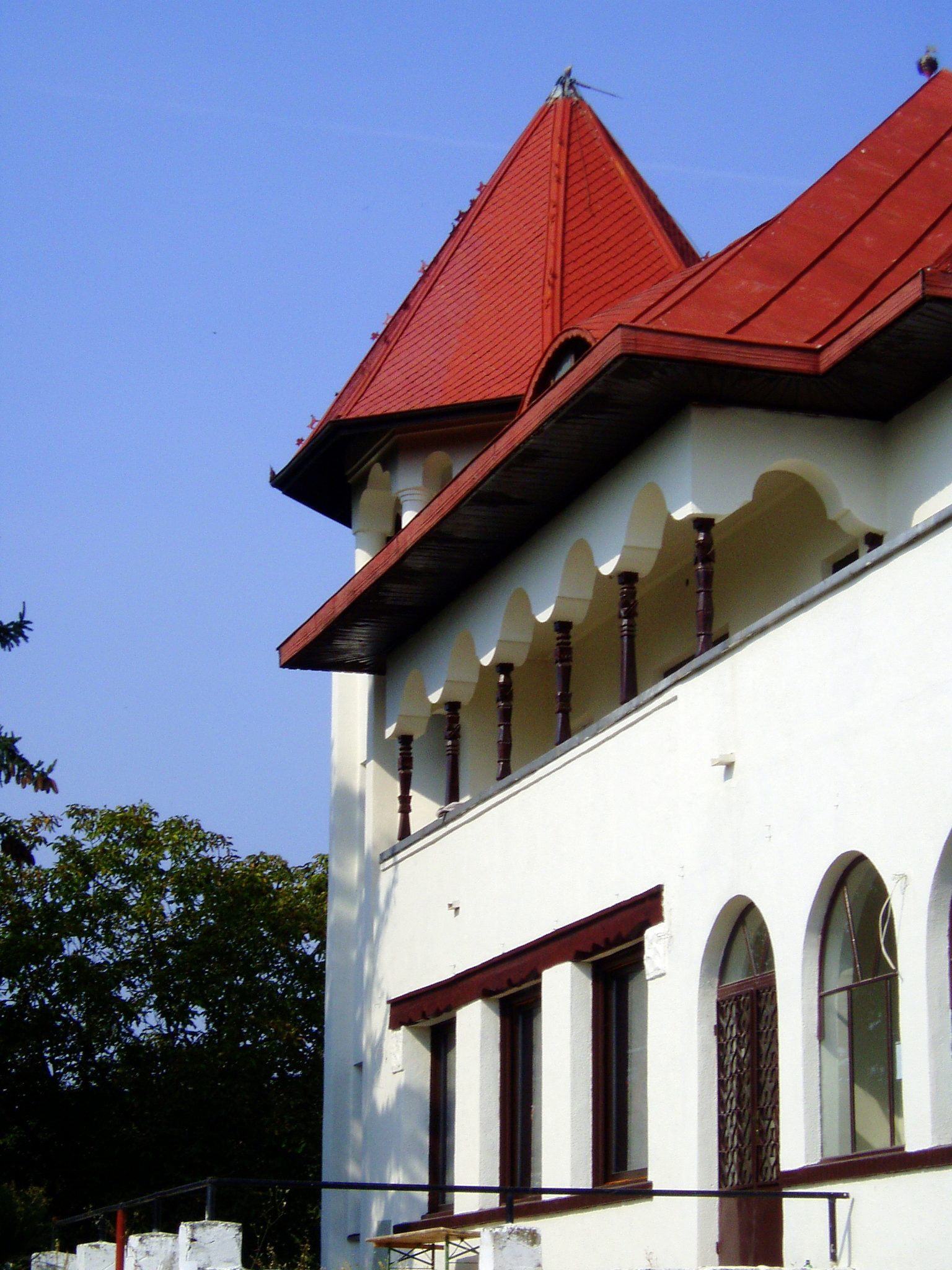
Manoir Duqué à Păulești.

Il s'investit aussi dans la petite commune de Păulești à partir de son installation dans cette dernière en 1927. Il en est le Maire entre février 1938 et janvier 1945, mandat interrompu par le régime Légionnaire entre novembre 1940 et février 1942. Son second mandat est aussi écourté par les communistes en janvier 1945. Il y construit en cinq années et demi seulement, la presque totalité des édifices, ponts et monuments publics, dont la mairie, l'école primaire, l'écurie communale et les bains publics, ainsi qu'un monument de la Trinité en chêne sculpté, monté sur un socle orné d'un bas-relief en bronze, en 1939. La Trinité a été endommagée et dégradée pendant la période communiste, après avoir perdu son socle puis déplacée à l'entrée du cimetière. Il crée aussi différents espaces paysagers dont le parc de la commune, appelé Parcul cu castani,, et en particulier une allée de châtaigniers parcourant le parc et aboutissant au cimetière,.
Il avait souhaité qu'un parc de distraction ainsi qu'un bassin d'agrément puissent être construits dans cette zone, afin d'offrir aux habitants de Ploiești (Păulești n'est située qu'à 7 km de Ploiești) un grand espace vert et de repos. Le projet commence autour de 1930 sans pouvoir être achevé avant la Seconde Guerre mondiale. Il reprend vie sous le nom de Parc Pădurea Păulești à partir de 1995. Après de nombreuses querelles juridiques entre les autorités et l'entreprise chargée de la construction des installations, le projet a été interrompu et réactivé en juillet 2007,. Les travaux reprennent finalement en 2009.
En 2007, en reconnaissance des bienfaits apportés par l'architecte, le collège de la commune est rebaptisé au nom de Arhitect T T. Socolescu(Architecte Toma T. Socolescu),,. Fin mai 2011, une cérémonie solennelle rend hommage à l'architecte en inaugurant un buste à son image, installé dans la cour de cette même école.

## Œuvre culturelle et artistique
Souhaitant développer la vie culturelle de sa ville, Toma T. Socolescu lance de nombreuses initiatives qui dotent le județ de Prahova de ses premiers musées et établissements culturels. Soutenu par les personnalités éclairées de Ploiești et Nicolae Iorga, il fonde son premier musée d'histoire, sa première bibliothèque publique, et son premier musée des beaux arts.

### Musée régional de Prahova

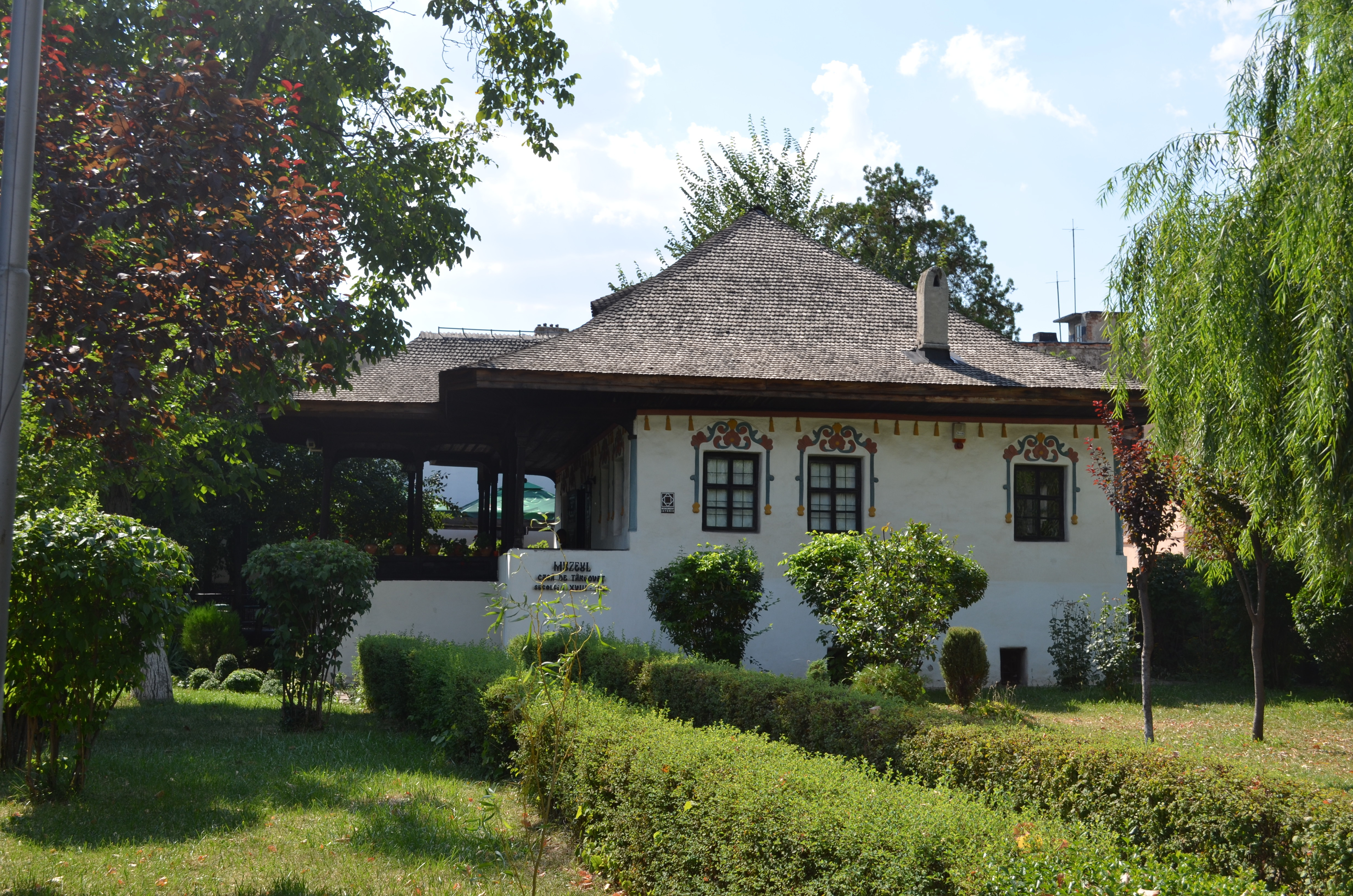
La maison du négociant chaudronnier Hagi Prodan.

Vers 1914, aidé par Nicolae Iorga qui interviennent auprès de Ion Duca, alors ministre de l'Instruction, Toma T. Socolescu sauve de la destruction une bâtisse historique datant du XVIIIe siècle et conservée dans sa forme originale : la maison du négociant chaudronnier Hagi Prodan (Casa Hagi Prodan). En 1919, en tant qu'architecte en chef du județ, il prend l'initiative de fonder un petit musée ethnographique régional et d'arts religieux,,, du județ de Prahova, dans cette même demeure. Elle héberge ainsi le premier musée de la ville appelé initialement muzeul judetului ou muzeul Prahovei,,.
Après avoir lancé un appel public, et une souscription réussie, Il collecte dans tout le județ, avec l'aide des prêtres et instituteurs, de nombreuses pièces d'art remarquables. Le musée est ainsi doté de meubles, vêtements et icônes oubliés dans les greniers de la région. Nicolae Iorga, alors Président de la Commission des Monuments Historiques, ajoute à cette dotation de nombreuses autres pièces de valeur historique. Rassemblés dans les caves de la Préfecture de Ploiești pendant la période 1940-1944, les objets et le mobilier du musée sont finalement perdus ou volés pendant la période communiste. Ils sont remplacés par d'autres objets collectés par le professeur Nicolae Simache (ro), auquel l'architecte prête son concours. Dénommé Muzeul Hagi Prodan depuis 1953, le musée est rebaptisé le 18 juin 2005 : Casa de Târgoveț din Secolul al XVIII-lea - al XIX-lea (ro).

### Université populaire Nicolae Iorga
Compagnon de route politique et culturel de Nicolae Iorga, Toma T. Socolescu participe activement aux Cours d'été instaurés par l'historien à Vălenii de Munte en 1911. Outre la réalisation des plans des salles de cours, l'architecte y intervient régulièrement en tant que conférencier, parmi de nombreux professeurs et personnages importants de la vie culturelle et politique roumaine. Devenues fameuses et ayant pris une grande ampleur, les ouvertures des Universités d'été de Iorga attirent de nombreux hommes politiques de premier plan et ministres en fonction parmi lesquels: Take Ionescu, Ion C. Inculeț ou Petre Andrei (ro). Le Roi Ferdinand, Le Prince Carol et la Princesse Élisabeth de Roumanie assistent aussi aux conférences données par l'historien. Le 17 août 1938, Maria Tănase y chante pour la clôture.

### Bibliothèque populaire Nicolae Iorga
Socolescu fonde aussi en 1920, en partie grâce à une souscription publique, la Biblioteca Populare Nicolae Iorga, installée initialement dans un étage de l'aile droite des bains municipaux, Un ouvrage réalisé par son père Toma N. Socolescu. À la tête du Comité de Direction, il ne cesse d'agrandir le contenu de la bibliothèque, grâce notamment à de généreux donateurs,,. 
Inaugurée le 20 mars 1921, elle compte 1250 volumes à l'origine. Elle s'étoffe rapidement pour arriver, en 1937, à plus de 11 000 livres et 3500 publications consultables et empruntables gratuitement par les 8000 lecteurs enregistrés. La bibliothèque est plus tard intégrée dans l'Ėtablissement Culturel Nicolae Iorga, dont l'architecte sera le président de nombreuses années. L'établissement bénéficie d'importantes subventions publiques croissantes à partir de sa création. Il donne lui-même plus de 250 volumes de sa propre collection,. 
La bibliothèque est déménagée plusieurs fois à la suite du tremblement de terre de 1940 (en) puis de la guerre. Elle trouvera finalement sa place définitive en 1956,, dans l'ancien palais de justice, reconverti en palais de la culture par les communistes.

### Musée des Beaux Arts
Parallèlement au développement de la Bibliothèque Populaire Nicolae Iorga, et à l'étage de la même bâtisse, Toma T. Socolescu fonde et développe une pinacothèque en acquérant des reproductions de peintres d'Europe de l'Ouest comme des huiles et aquarelles originales roumaines,. À cette fin, il est aidé par un groupe d'intellectuels de Ploiești parmi lesquels l'avocat, collectionneur d'arts, écrivain et homme politique Ion Ionescu-Quintus,, l'historien Dumitru Munteanu-Râmnic,, ainsi que par les maires successifs de la ville dont Ștefan Moțoiu, grand commerçant et maire de Ploiești entre 1931 et 1932qui apporte un important soutien financier à ce projet.
Dans le cadre de l'Ėtablissement Culturel Nicolae Iorga, créée vers 1930 et présidée par l'architecte, la pinacothèque devient le Musée des Beaux Arts de Ploiești. Il est inauguré par l'architecte en novembre 1931. Le discours inaugural est reproduit in-extenso dans Amintiri,. Ce n'est qu'en 1965 que le musée est déplacé dans le bâtiment actuel : le palais Ghiță Ionescu, ancienne Préfecture du județ.
Dans Arhitectura în Ploești, studiu istoric, et  Monografia orașului Ploești, figurent des photographies, une liste de tous les peintres exposés, ainsi que de certaines œuvres remarquables, présentes en 1938 dans le musée. Ce dernier était alors installé dans les anciens bains municipaux.
Certaines huiles et aquarelles de Toma T. Socolescu, dont ce dernier a fait don au musée, existent toujours, comme d'ailleurs certaines œuvres du peintre Toma Gheorghe Tomescu, mais ne sont pas exposées dans les salles du musée.

### Expositions et peinture
Toma T. Socolescu est aussi un artiste peintre, Aquarelliste et dessinateur. Il réalise de nombreuses aquarelles qui rencontreront un certain succès. Parmi ses amis proches figure le peintre roumain Toma Gheorghe Tomescu originaire de Vălenii de Munte à Prahova, pour lequel il construit la maison dans ce même village en 1926-1927. Il achète nombre de ses œuvres qu'il donne au muzeul Prahovei.
L'architecte organise au printemps 1916 une exposition de projets d'architecture, d'aquarelles et de mobiliers d'église ouverte à l'Athénée roumain de Bucarest,. Le peintre Toma Gheorghe Tomescu, ami de l'architecte, y exposera ses huiles et aquarelles,. La quasi-totalité des peintures de l'architecte et de Tomescu sont achetées. L'architecte Spiridon Cegăneanu, l'un des fondateurs, avec Ion Mincu, du style néo-roumain, écrira un article dans la revue Cronica,, mentionnant les projets de l'architecte. Ce fut la première et unique exposition de Toma Gheorghe Tomescu.

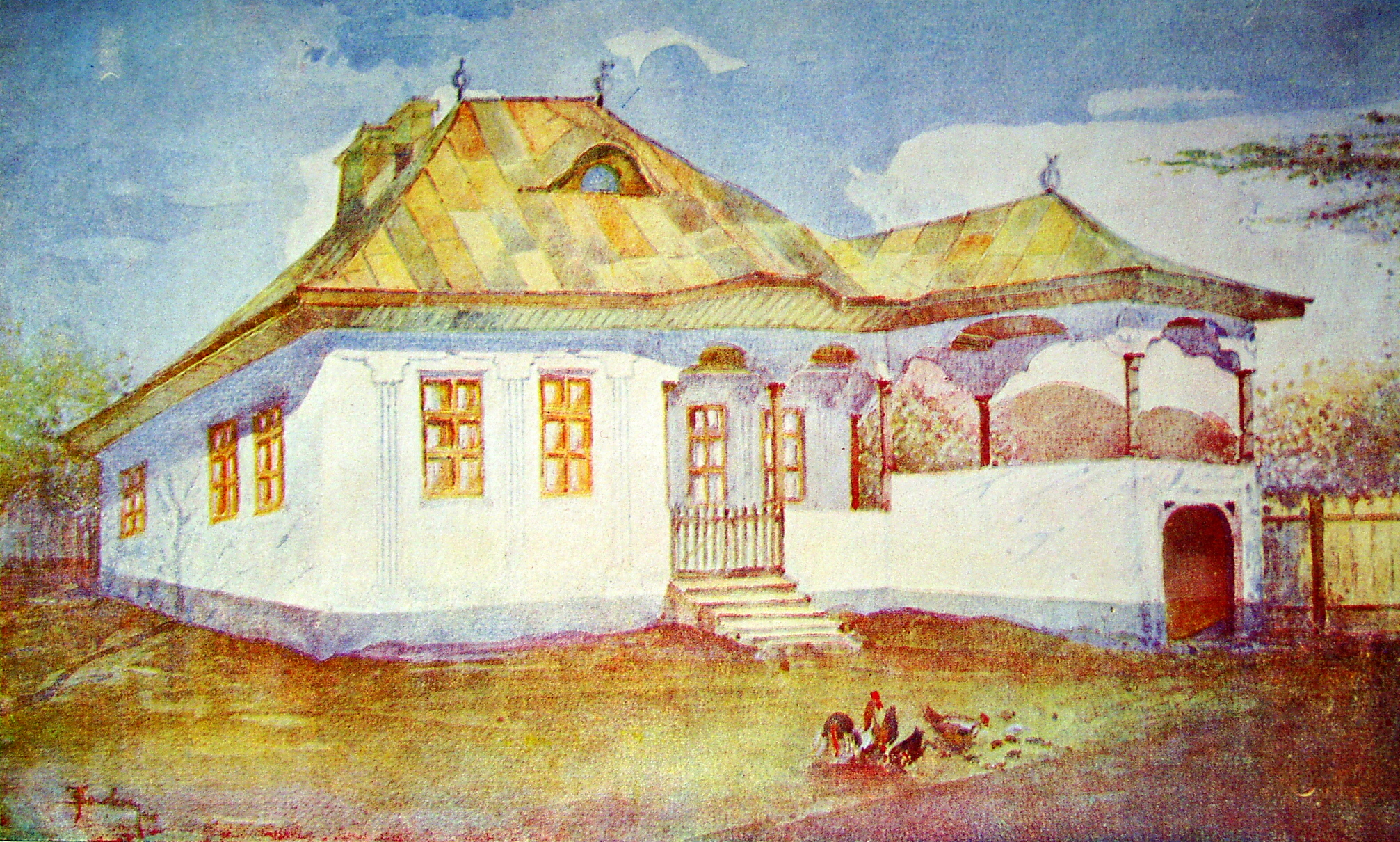
Aquarelle peinte par Toma T. Socolescu puis cédée au muzeul judetului dans les années 1920-1930. Sujet : la maison de Petre Ion dit Boiangiul, située strada Ulierului à Ploiești.

## Archéologie et conservation du patrimoine
Toma T. Socolescu a complété ses études en architecture civile et religieuse par une spécialité en archéologie roumaine. Il a toujours exprimé un intérêt pour l'histoire de l'architecture et la préservation du patrimoine architectural. Outre la rénovation d'églises anciennes, il travaille en particulier à plusieurs reprises avec Nicolae Iorga, Président de la Commission des Monuments Historiques depuis 1919, afin de protéger des édifices anciens remarquables, dans le județ de Prahova.
Sa principale réalisation à Ploiești est la rénovation vers 1919 de la maison du négociant chaudronnier, Hagi Prodan, construite en 1785. Elle est considérée comme la demeure typique d'un marchand de Ploiești au XVIIIe siècle et XIXe siècle. Classée monument historique, La casa Hagi Prodan sera le premier Musée d'Histoire de la ville de Ploiești, musée créé par Toma T. Socolescu. Après avoir changé d'affectation et de nom, le musée s'appelle aujourd'hui le Musée Casa de Târgoveț din Secolul al XVIII-lea - al XIX-lea. Le mobilier et les objets d'origine rassemblés par l'architecte vers 1919 ont été déplacés pendant seconde guerre mondiale à Iași, puis ont été entreposés dans les sous-sol de la préfecture de Ploiești pour finalement disparaître dans les années 1950, détruits ou volés par les communistes. Les seules traces qu'il en reste sont les descriptions et photographies publiées dans Arhitectura în Ploești, studiu istoric, page 87 à 90 et dans Monografia orașului Ploești, pages 813 à 816.
Vers 1919-1920, il redécouvre et répare sommairement une petite église archaïque en ruine à Ploeștiori ou Ploieștiori (ro), commune de Blejoi,. L'église a pu être datée à la première moitié du XVIIIe siècle, grâce aux recherches de Ioan Constantin Filitti (ro). Il sauve des icônes et objets d'art religieux qu'il dépose au musée du județ. Initialement installé dans la casa Hagi Prodan, le muzeul județului n'existe plus sous ce nom. La localisation de ces objets est inconnue à ce jour,. Ils peuvent se trouver dans l'un des musées réunis en 1955 au sein de l'institution : Muzeul județean de Istorie și Arheologie Prahova, institution à laquelle la maison Hagi Prodan est rattachée. En 1929,, Socolescu y emmène Nicolae Iorga qui met au jour de très anciennes fresques murales cachées sous de l'enduit. Un article à son sujet est écrit par l'historien dans le Bulletin de La Commission des Monuments Historiques. L'église, baptisée Saint Visarion (Sfântul Visarion), est classée monument historique. En octobre 2009, les ruines étaient totalement abandonnées et en voie de disparition complète. Le terrain communal où elles se trouvent a été vendu, dans les années 1990, par le maire de la commune à un propriétaire privé. Cependant, en 2023, sur l'initiative du père Gabriel, curé de la paroisse orthodoxe de l'église Saint Dimitru (Sfântul Dumitru) de Ploieștiori, la vieille église est en cours de reconstruction sous la direction de l'architecte Lorin Niculae, professeur à l'université d'architecture Ion Mincu, et grâce au travail des étudiants de cette même université.
| Les relevés de la maison Hagi Prodan, par Toma T. Socolescu (BCMI, 1916). | Les relevés de la maison Hagi Prodan, par Toma T. Socolescu (BCMI, 1916). | Les relevés de la maison Hagi Prodan, par Toma T. Socolescu (BCMI, 1916). |
| Relevés de la Casa Hagi Prodan, BCMI, 1916.                               |                                                                           |                                                                           |

Puis, probablement en 1925, Il effectue des études archéologiques et relevés de la casa Dobrescu de Ploiești, une maison typique des marchands du début du XIXe siècle,,. La maison, située au no 6 de la strada Kutuzov, est devenue le musée Ion L. Caragiale le 30 janvier 1962. La bâtisse est classée monument historique.
En 1912, Le prêtre Ene Dumitrescu, a l'idée d'avoir recours à Toma T. Socolescu pour réaliser le projet de reconstruction de l'église Saint Pantelimon (ro),, située au no 71 de la strada Democrației, à Ploiești. Les travaux sont réalisés sur une durée de 24 ans entre 1912 et 1936, du fait d'un manque de financement. Les fresques murales ont coûté à elle seules un million de lei de l'époque, une somme considérable, sont l'œuvre exclusive du peintre italien Umberto Marchetti, engagé par le roi Carol Ier pour décorer les églises des domaines de la Couronne. La menuiserie et le mobilier ont été imaginé par Socolescu, et en particulier les boiseries en chêne massif qui courent tout le long des murs. Le tremblement de terre de 1940 (en) provoque l'effondrement de la grande tour. Celui de 1977 endommage les murs. Deux phases de reconstruction et consolidation ont lieu en 1946 puis entre 1977 et 1994, incluant la rénovation des fresques. Les fresques d'origine de style néoclassique-renaissance ont disparu lors des rénovations entreprises entre 1966 et 1967 par un autre peintre.
Toujours à Ploiești, Il rénove, restaure et réalise des embellissements extérieurs de l'église Saint Haralambie, entre 1931 et 1932. Elle est située au no 65 de la strada Mărașești. Dotée de 3 tours en bois dont une grande, elles sont toutes détruites ainsi que le toit dans un incendie en 1925,. L'architecte change radicalement l'aspect de l'église en reconstruisant uniquement les petites tours de la façade, et en ajoutant un porche très ouvragé de style brâncovenesc. Il reconstruit aussi un plafond en béton armé. L'église connaît des consolidations et transformations après les tremblements de terre de 1940 (en) et 1977. En 1979, le prêtre responsable de la paroisse fait reconstruire la grande tour, qui existait auparavant. Cependant cet ajout est réalisé sans l'approbation des autorités civiles.
| L'église Saint Pantelimon.              | Le porche néo-brâncovenesc de Saint Haralambie. | Autre vue du même porche. |
| Œuvres religieuses de Toma T. Socolescu |                                                 |                           |

La nouvelle église Saint Dumitru. de Ploeștiori ou Ploieștiori (ro), commune de Blejoi, est aussi reconstruite par Toma T. Socolescu vers 1937-1938 dans la banlieue de Ploiești, vers la barrière Valeni (bariera Văleni), du côté de la raffinerie Vega,,,. L'église a subi plusieurs rénovations et reconstructions depuis le travail de l'architecte. Elle subit de lourds dommages, en particulier sur ses fresques et peintures, lors du tremblement de terre du 10 novembre 1940 (en). Elle est de nouveau frappée, mais plus légèrement, par les bombardements de 1944 et rapidement réparée. Des fresques de style byzantin, réalisées par le peintre Ion Dogărescu, ornent tous les murs de l'église.
Entre 1933 et 1938, il reconstruit partiellement l'église de la Dormition de la Mère de Dieu et des Saints Empereurs Constantin et Hélène (Adormirea Maicii Domnului şi Sfinţii Împăraţi Constantin şi Elena) du village de Măgula dans la commune de Tomșani, sous contrôle de la Commission des Monuments Historiques. La nouvelle église est inaugurée en novembre 1938,. L'autel et le porche de l'église sont classés Monuments Historiques.
Enfin, de 1953 à 1957, pour le département des Monuments Historiques, il travaille à la restauration de différents sites et monuments dont le Monastère de Brebu (Prahova), le Château de Huniade de Timișoara, l'église des Saints Empereurs Constantin et Hélène (Sfânți Împărați Constantin și Elena) de Târgoviște, les églises de Ploeștiori ou Ploieștiori (ro) dans la banlieue de Ploiești, Herești-Ilfov et d'autres églises gothiques de Transylvanie.
Une partie des deux relevés des maisons Hagi Prodan et Dobrescu ont été publiés dans le premier ouvrage spécialisé sur l'histoire de l'archéologie roumaine écrit par l'architecte Grigore Ionescu (ro) en 1937 : et préfacé par Nicolae Iorga.

## Héritage
Toma T. Socolescu est toujours étudié à l'université d'architecture et d'urbanisme Ion Mincu, il demeure une référence architecturale en Roumanie. Il fait partie des grands bâtisseurs qui ont donné à la Roumanie sa structure urbaine moderne et une beauté remarquée jusqu'à la fin de l'entre-deux-guerres.

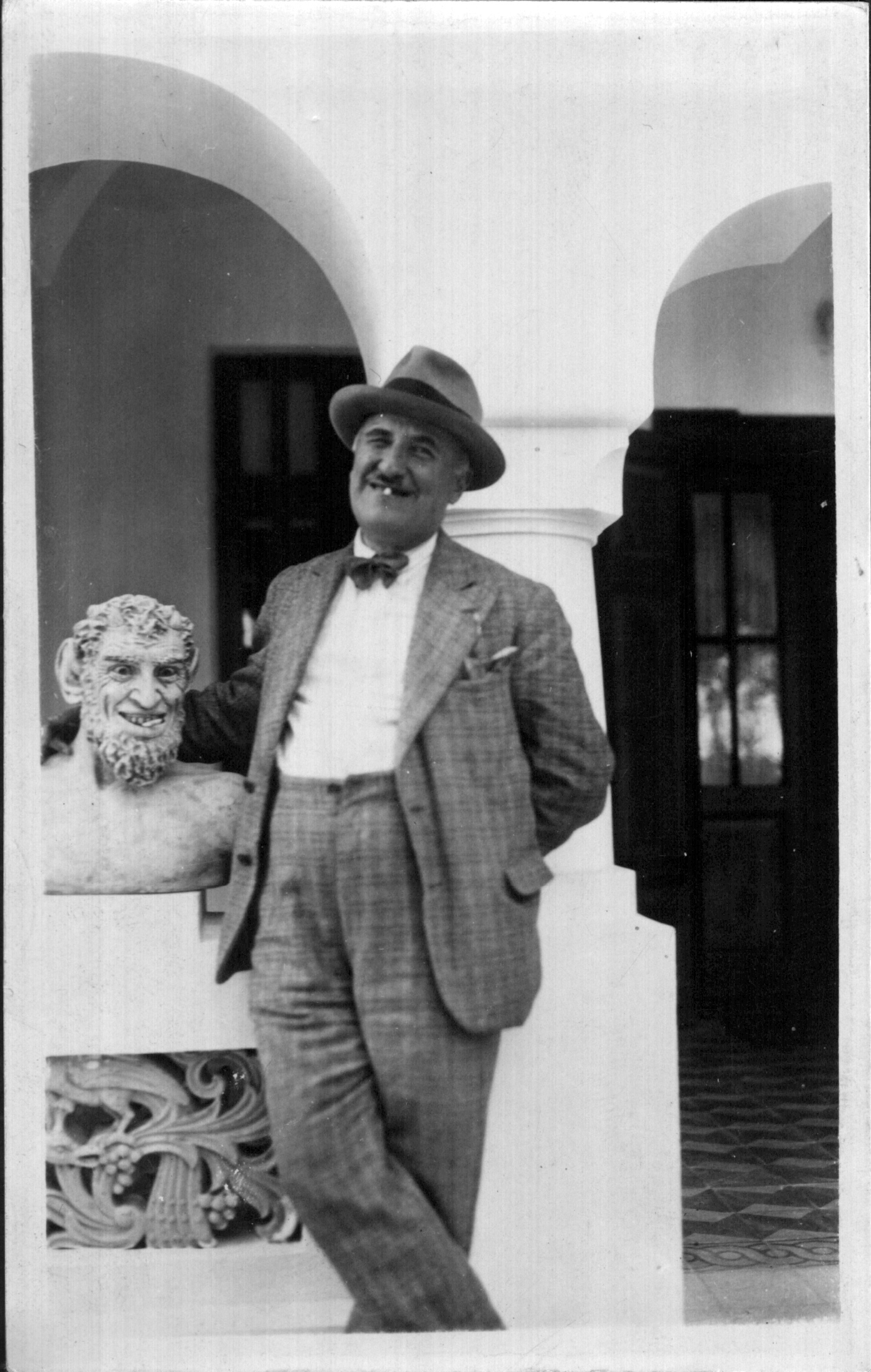
Son ami Ion Ionescu-Quintus au manoir de Păulești vers 1930.

On trouve un lycée technique industriel à Ploiești au nom de son père, le Liceul Toma N. Socolescu, et un collège technique d'architecture et de travaux publics à Bucarest au nom de son oncle, le Colegiul Ion N. Socolescu, ainsi qu'une rue encore au nom de son père (Toma Socolescu) à Ploiești.
Le professeur-architecte sort de l'oubli en octobre 2010, date à laquelle se déroulent à Ploiești et à Păulești, des commémorations pour les 50 ans de sa disparition. Par ailleurs, diverses cérémonies sont organisées de 2009 à 2011, dont l'installation d'un buste devant les Halles Centrales le 14 janvier 2011, la redénomination du parc situé devant les mêmes halles au nom de l'architecte, ainsi que l'attribution du titre de Citoyen d'Honneur de la Ville de Ploiești post-mortem, le 29 septembre 2010.
Nombre de ses œuvres sont détruites, en partie par les bombardements anglo-américains de 1944, particulièrement sévères,, mais aussi par les communistes et Nicolae Ceaușescu qui se sont appliqués à faire disparaître toute trace de l'âme et de l'architecture roumaine via le programme de Systématisation. Comme pour de très nombreux biens volés par l'État roumain pendant la période totalitaire communiste, une partie seulement de ses propriétés ont été restituées, partiellement, après de longues années de luttes contre l'Etat et les autorités locales, dans un état de semi-ruine ou de dégradation avancée, cela dans un cadre légal incomplet ne garantissant pas une restitution correcte et honnête des biens spoliés. Il faut ajouter que la situation roumaine est singulière par le fait qu'une loi voulue par Ion Iliescu en 1995 (Loi 112/1995), votée après la chute du régime communiste, a permis aux locataires de très nombreux biens nationalisés, de racheter à vil prix les appartements ou maisons qu"ils occupaient, rendant extrèmement difficile voire impossible la restitution en nature des biens aux véritables propriétaires, comme pour le manoir Socolescu de Păulești, ou bien pour son immeuble de Ploiești, totalement défiguré par une reconstruction russe, au début des années 1950,.
Son manoir de Păulești est nationalisé le 21 février 1952 par les communistes, Toma T. est expulsé peu de temps après et se réfugie quelque temps au monastère Suzana (ro) (Commune de Măneciu) où il écrira l'essentiel de ses mémoires. Après avoir servi de caserne, dispensaire vétérinaire, bureau de poste, école, en plus d'héberger l'échoppe d'un bottier à l'étage, la demeure a été rendue à sa famille dans les années 1990 dans un état déplorable et sur un terrain très réduit par rapport à sa surface avant la confiscation par l’État roumain. Le conac (manoir en roumain) de Toma T. a été entièrement pillé de toutes ses décorations, ornements, faïences et équipements. De nombreuses constructions réalisées après la chute du communisme, dont une coopérative, ont amputé le terrain des quatre cinquièmes de sa surface. La maison a été classée sur la liste régionale des Monuments Historiques, après 45 ans d'abandon et de négligences de l'État. Construite par un autre architecte et sans aucune relation avec le style Socolescu, amputée de son domaine, alors partagé entre plantations de vignes, arbres fruitiers et un jardin ornemental, aujourd'hui disparus, elle a perdu l'essentiel de sa beauté originelle et son harmonie. Le manoir n'est plus en possession de la famille Socolescu depuis août 2010.

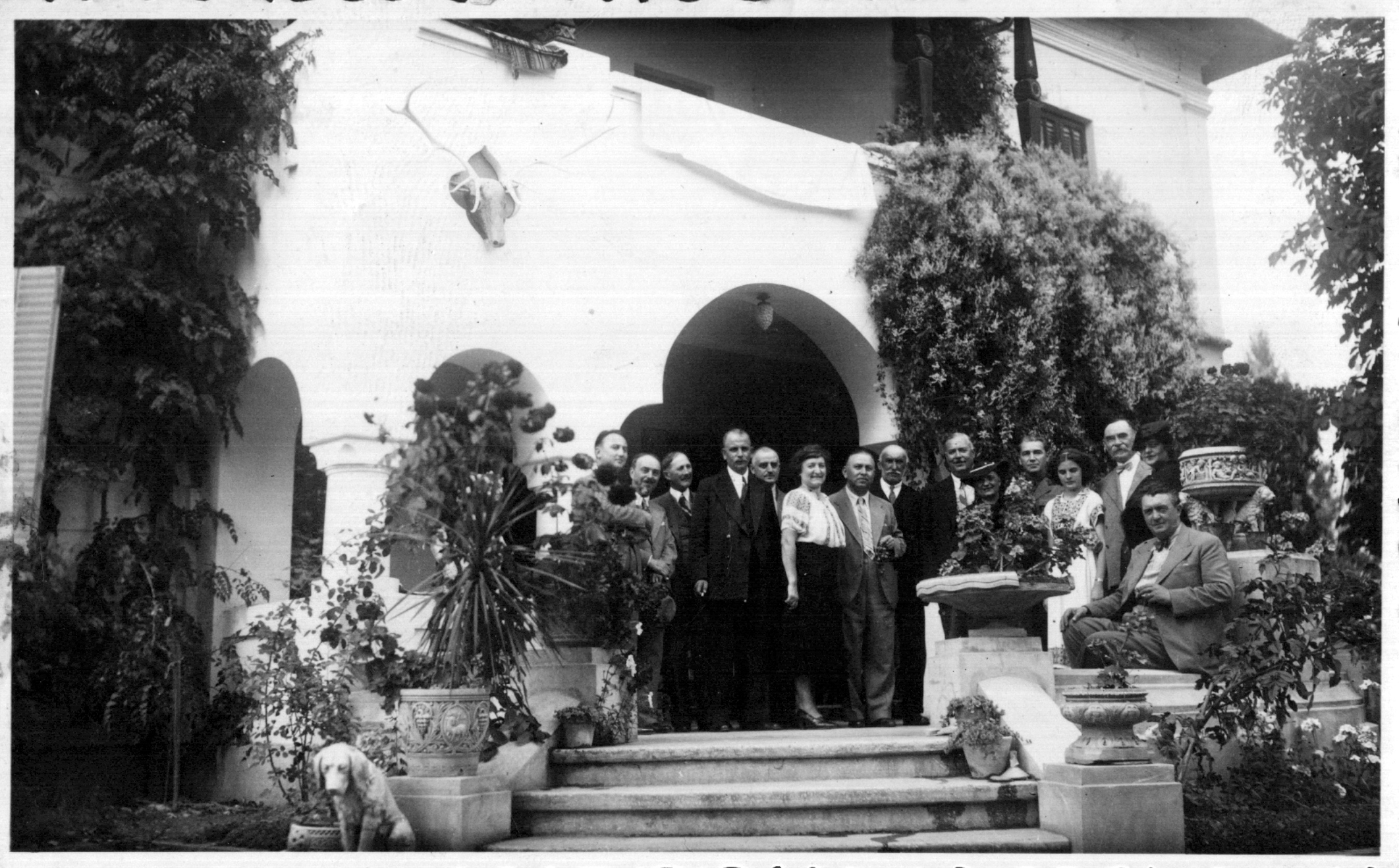
Une réunion d'amis et de famille au manoir de Păulești en 1937.

Son immeuble de Ploiești, après avoir durement subi les bombardements anglo-américains de 1944, est nationalisé en 1950 puis défiguré par une réfection sans rapport avec le style de sa construction. Il est restitué partiellement, et dans un état de dégradation avancée, à la famille en 2006.
La plupart des plus beaux ouvrages, demeures et édifices de Ploiești, parmi lesquels de nombreux construits par Toma T. Socolescu, son père Toma N. Socolescu ou son oncle Ion N. Socolescu (ro) sont détruits par les communistes, sous prétexte de fragilité due aux tremblements de terre de 1940 (en) et 1977. Défigurée par une politique de table-rase, la ville n'a conservé qu'une très faible partie de son patrimoine architectural historique.
À partir de 1949, Toma T. Socolescu consacre une partie de son temps à écrire ses mémoires. La première partie de ses mémoires, "Amintiri", couvre une période allant de sa naissance à 1924. Cette première partie est apparemment la seule que l'architecte a jamais pu terminer. Elle détaille sa jeunesse, sa formation d'architecte mais aussi le cadre dans lequel les architectes de l'époque travaillaient, sans oublier des notes de voyage en Transylvanie. Il s'agit de la période pendant laquelle l'art néo-roumain s'est structuré. Dans un second chapitre, il raconte ses voyages en Italie, à Constantinople, Vienne et Budapest. En 1955, il termine une œuvre beaucoup plus importante: "Fresca Arhitecţilor care au lucrat în România în epoca modernă 1800 - 1925",, devenue la référence bibliographique de l'architecture sur cette période. Les deux livres Amintiri et Fresca Arhitecţilor care au lucrat în România în epoca modernă 1800 - 1925 sont finalement publiés grâce à l'initiative de sa famille en 2004. Enfin il rédige une monographie illustrée sur Ion Mincu : Monografia Ioan Mincu, Profesor Arhitect 1851-1912 vers 1953-1956. Un exemplaire de la monographie complète est offert par l'architecte en 1958 à l'Université d'Architecture et d'Urbanisme Ion Mincu,.
La première page d'un petit opuscule qu'il écrit en français en 1941, traduction de l'article Principii și îndreptări către o arhitectură românească modernă écrit dans la revue Arhitectura la même année, comprend une synthèse écrite uniquement pour son essai publié dans le buletin de École Polytechnique de Bucarest, et qui résume le credo de l'architecte :
| « La puissance créatrice de notre peuple est complètement prouvée par son bel art populaire plusieurs fois millénaire ainsi que par l'architecture plus récente de nos églises, habitations princières et voïvodales. La Création étant le but suprême d'un peuple, c'est par notre apport personnel que nous justifierons notre existence de demain. En architecture, il ne faut pas à tout prix rechercher le nouveau et nous garder des formules sacro-saintes, comme par exemple : il faut être de son temps. L'architecte ne peut rester en arrière, il a au contraire pour mission d'entraîner ses contemporains dans sa marche vers le progrès. L'architecture ne peut être internationale, elle doit être conservatrice et suivre évolutivement la chaine des traditions d'un peuple. La construction et la décoration, formant l'une le squelette, l'autre l'enveloppe, doivent se compléter et satisfaire aux deux exigences impérieuses : la logique et le sentiment. Un grand penseur européen H. Keyserling, croit que notre peuple est appelé à ressusciter l'art byzantin, qui est à la base de notre Église et de notre architecture et que par une reprise de nos traditions d'art, de l'esprit duquel a jailli l'art de notre passé, nous devons diriger nos pas vers une renaissance moderne de nos arts plastiques. » |

Toma T. Socolescu meurt le 14 octobre 1960, à Bucarest, chez son fils Toma Barbu Socolescu, laissant la seconde partie de ses mémoires inachevée (période postérieure à 1924). Il est enterré dans le caveau familial Socolescu au cimetière Bellu de Bucarest.

## Réalisations architecturales remarquables

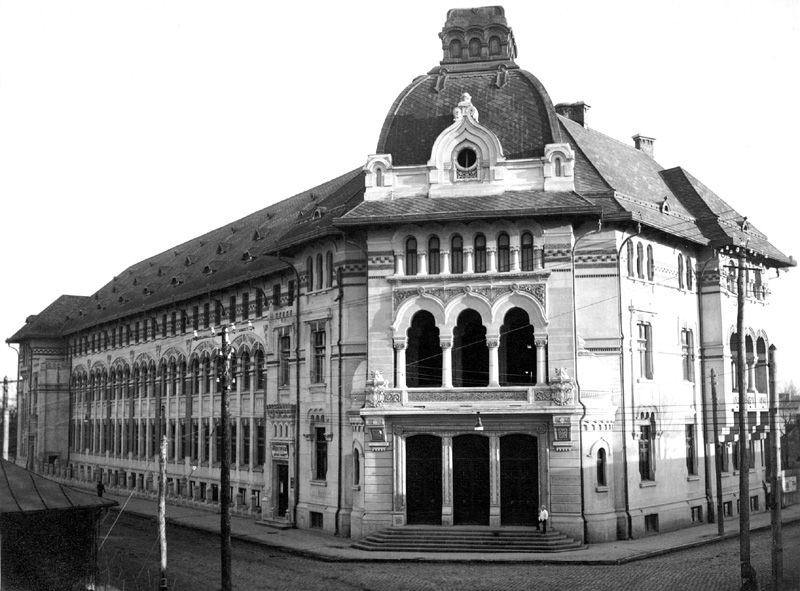
Palais des Écoles Commerciales, vers 1938.

### À Ploiești
- Palais des Écoles Commerciales[89], calea oilor à l'époque, devenue strada Gheorghe Doja. Le palais se situe au no 98[e 56]. Il est réalisé entre 1924 et 1938[e 57] grâce à la volonté des présidents successifs de la Chambre de Commerce de Ploiești[a 19],[c 31]. Il est inauguré en 1938, en présence du Roi Carol II. Abritant toutes les écoles commerciales de garçons sous la dénomination de Liceul Comercial Spiru Haret à partir de 1938[90], il cesse définitivement ses activités de formation commerciale avec l'arrivée des communistes au pouvoir en 1948[f 5]. La construction n'a pas souffert du tremblement de terre de 1940 (en), ni même des bombardements aériens qui ont eu lieu à Ploiești en 1943-1944. Toma T. Socolescu était membre de la commission de défense passive de la ville et a insisté pour que deux croix rouges inscrites dans des cercles de 30 m soient peintes sur le toit du bâtiment[e 58]. Après avoir hébergé différentes institutions scolaires depuis les bombardements américains de 1944, Il abrite désormais le Collège National Ion Luca Caragiale[91]. Il est Classé Monument Historique[58].

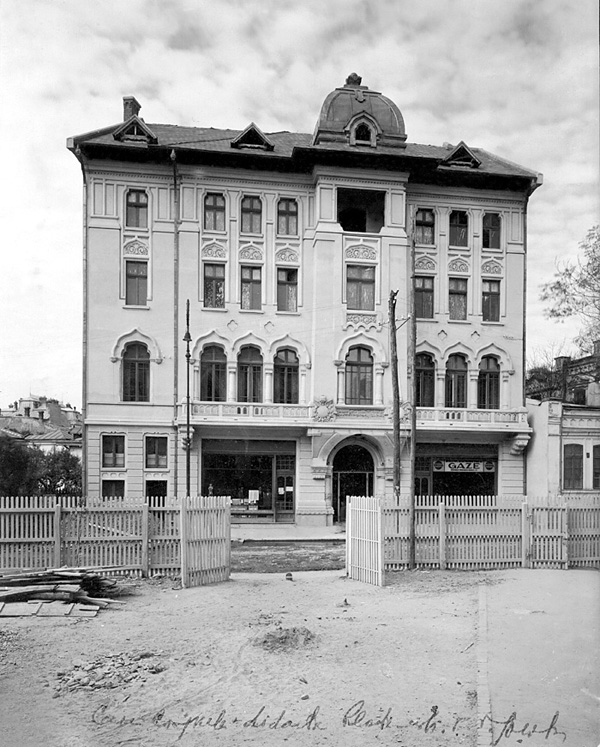
Maison du Corps Didactique Primaire de Ploiești, vers 1930.

- Maison du Corps Didactique Primaire[92]. La bâtisse est située strada Ștefan cel Mare au no 8. Sa construction a débuté en 1925 et s'est probablement terminée vers 1931[93]. Elle est inaugurée le 2 octobre 1932, en présence du ministre l'Instruction Publique, des Cultes et des Arts : Dimitrie Gusti (ro) et de nombreuses personnalités locales[e 59]. Préservée, elle a toutefois été affectée par les tremblements de terre de 1940 (en) et 1977[f 6]. Intégrant toutes les commodités nécessaires pour les professeurs et leurs familles, elle abrite aussi une salle de théâtre-cinéma, une librairie et une presse au sous-sol[a 20],[c 32]. Elle n'héberge plus le corps didactique depuis longtemps. Nationalisée[21] par les communistes en 1948 (cinématographe Roxi) et en 1962 (reste du bâtiment), elle a été récupérée par la Ligue du județ des Syndicats Libres de l'Enseignement à Prahova[94] dans un état général déplorable, ou presque tout a été détruit, arraché ou vandalisé, sous la responsabilité de la ville de Ploiești, chargée du bien confisqué nationalisé de 1962 à 1989[95]. Revendue plusieurs fois depuis, elle est toujours en phase de réhabilitation majeure depuis l'été 2010, avec de longue périodes d'abandon[96]. Elle est classée Monument Historique[58].
- Les Halles Centrales (ro), une œuvre majeure[a 21],[c 33],[e 60] qui marquera la ville de son empreinte. Le contrat pour la construction des nouvelles halles est signé entre l'architecte et la ville en 1912, approuvé par le conseil municipal du 9 novembre 1912, présidé par le maire Scarlat Orăscu[e 61]. L'œuvre a pourtant failli ne pas voir le jour du fait d'un revirement du Maire Ion Georgescu Obrocea qui, en 1929, donne abusivement la charge des plans et de la construction à une autre société, alors qu'il existait un contrat signé entre l'architecte et la ville depuis 1913. Socolescu conteste ce nouveau contrat et a gain de cause, notamment grâce à l'appui de son ami avocat Grigore Ivănceanu[97],[b 43],[e 62]. Après un pré-projet présenté en 1913 au conseil municipal, Le projet ne commence officiellement qu'en 1929[e 63], les travaux démarrent en juin 1930 pour se terminer fin 1935[c 34]. Leur construction, en béton armé, basée sur les principes les plus moderne d'hygiène et de logistique, fait écho dans toute l'Europe. Le projet est exposé au salon d'architecture de Bucarest en 1930[30] et 1933. L'architecte effectue un voyage d'étude en Europe à Vienne et Budapest durant l'hiver 1913[b 44] avant de réaliser le premier projet, ainsi que trois autres plus tard : un à la reprise du contrat en 1929, puis deux autres au cours de son exécution[c 35]. Il visite en particulier les halles de Genève et Bâle en Suisse, celles de Stuttgart, Francfort-sur-le-Main, Leipzig, Munich ainsi que les halles de Breslau en Allemagne. Il complète son étude par la visite des étages alimentaires des grands magasins de Berlin, des halles de Reims, Dieppe et Lyon en France, la halle aux fruits de Milan en Italie, enfin en Hongrie les halles de Budapest. Dans l'article qu'il rédige pour la revue La Construction moderne en septembre 1936, Toma T. Socolescu détaille son projet, ses objectifs ainsi que l'agencement et le fonctionnement de l'ouvrage. Les halles de Ploiești deviennent le nouveau symbole de la ville. Partiellement affectées par les bombardements anglo-américains de 1944, elles sont reconsolidées en 1980. Son architecture originale et moderne pour les années 1930, tout en recherchant esthétique et harmonie, est remarquée dans toute l'Europe. L'ensemble de la construction est classé Monument Historique[58]. Le 27 février 1936, l'architecte dépose aussi un projet de construction d'une halle de vente en gros, projet qui n'a pas de suite[e 64],[g 1].

| Les Halles Centrales. | Les Halles Centrales. | Les Halles Centrales. |

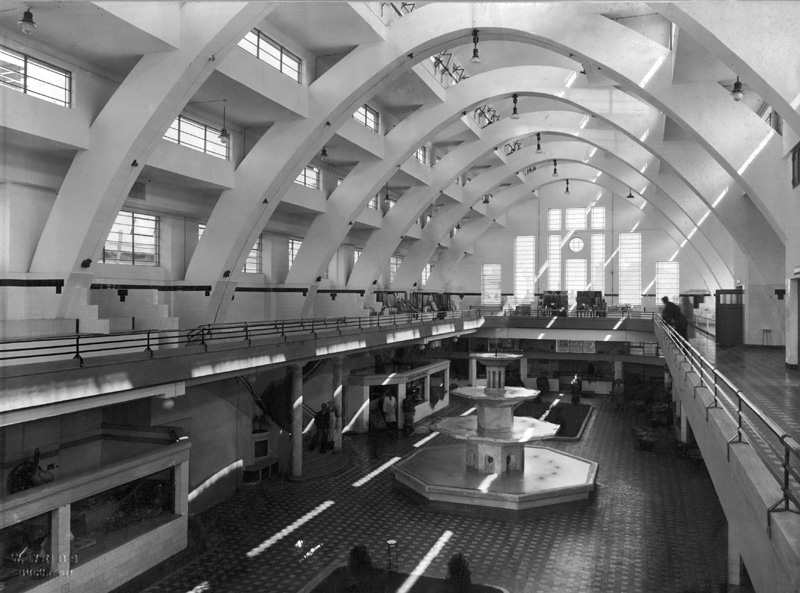
Les Halles Centrales

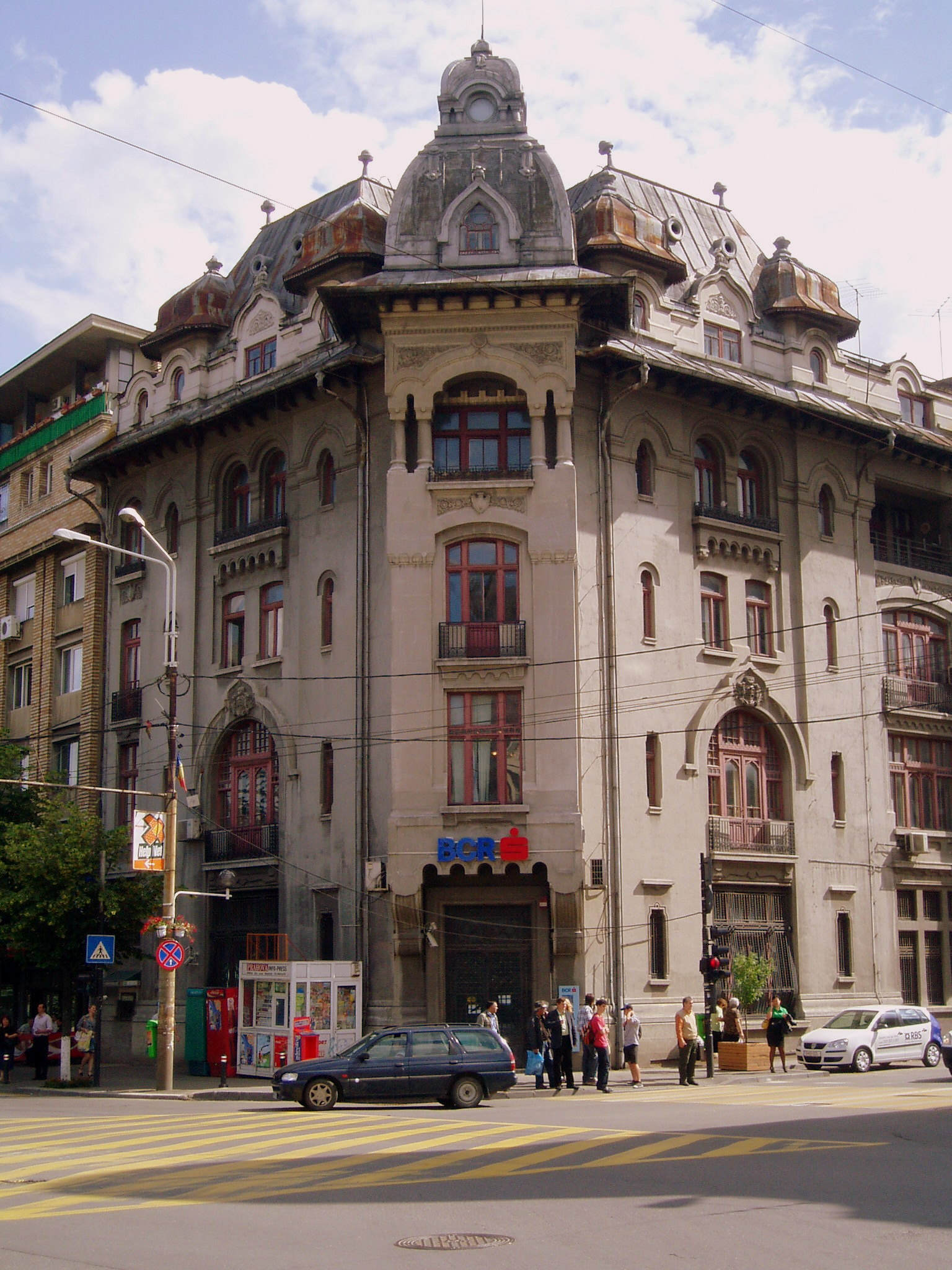
L'ancien Creditul Prahovei.

- Creditul Prahovei au croisement du bulevard Republicii et de la strada Take Ionescu, en face de ce qui était la place centrale de la ville : la Piață Unirii[f 7]. Devenue plus tard la Banca Românească[e 27], le bâtiment a été occupé depuis les années 1990 jusqu'à la fin des années 2010 par la Banca Comercială Română ou BCR, il est actuellement[59] inoccupé. L’œuvre a été conçue vers 1923 et probablement terminée en 1926, inaugurée le 1er janvier 1927. Des photographies et plans de la banque sont publiés dans la revue Arhitectura en 1926[d 8]. L'immeuble est Classé Monument Historique[58].
- Cathédrale Saint Jean le baptiste (Catedrală Sfântul Ioan Botezătorul) (ro).

En 1912, l'architecte avait déjà travaillé sur l'ancienne église St Jean le Baptiste. Sur ses plans, la coupole principale est surélevée de 5 mètres. La structure est composée de cadres en béton armé avec des murs et des tourelles en maçonnerie de briques. Le projet de résistance et la réalisation du monument ont été réalisés par l'ingénieur Emil Prager (ro).
Exécutée entre 1923 et 1939, la cathédrale honore les morts de la Première Guerre mondiale et s'inscrit dans un élan national-religieux. Le clocher est Classé Monument Historique.
Seule la tour (un clocher de 60 mètres de haut) et la première partie de l'ouvrage sont terminées,, la Seconde Guerre mondiale ayant stoppé les travaux. Le projet concernant le reste du bâtiment qui devait remplacer l'église existante par une œuvre plus monumentale restera lettre morte. Des travaux ont été repris depuis 2008 en s'inspirant des plans de Toma T. Socolescu.
La façade est particulièrement originale pour l'époque et deux statues monumentales sculptées par Emil Wilhelm Becker (ro) bordent son entrée. Les mobiliers intérieurs sont remarquablement ouvragés. Le pré-projet ainsi que les plans de la cathédrale sont publiés dans les nos de 1924 et 1925 de la revue Arhitectura. En 1960, les communistes décident de casser l'harmonie du lieu et d'en diminuer la visibilité en cachant totalement la perspective du clocher. La construction d'un bloc massif de 7 étages gris et sans style est réalisé dans ce but.

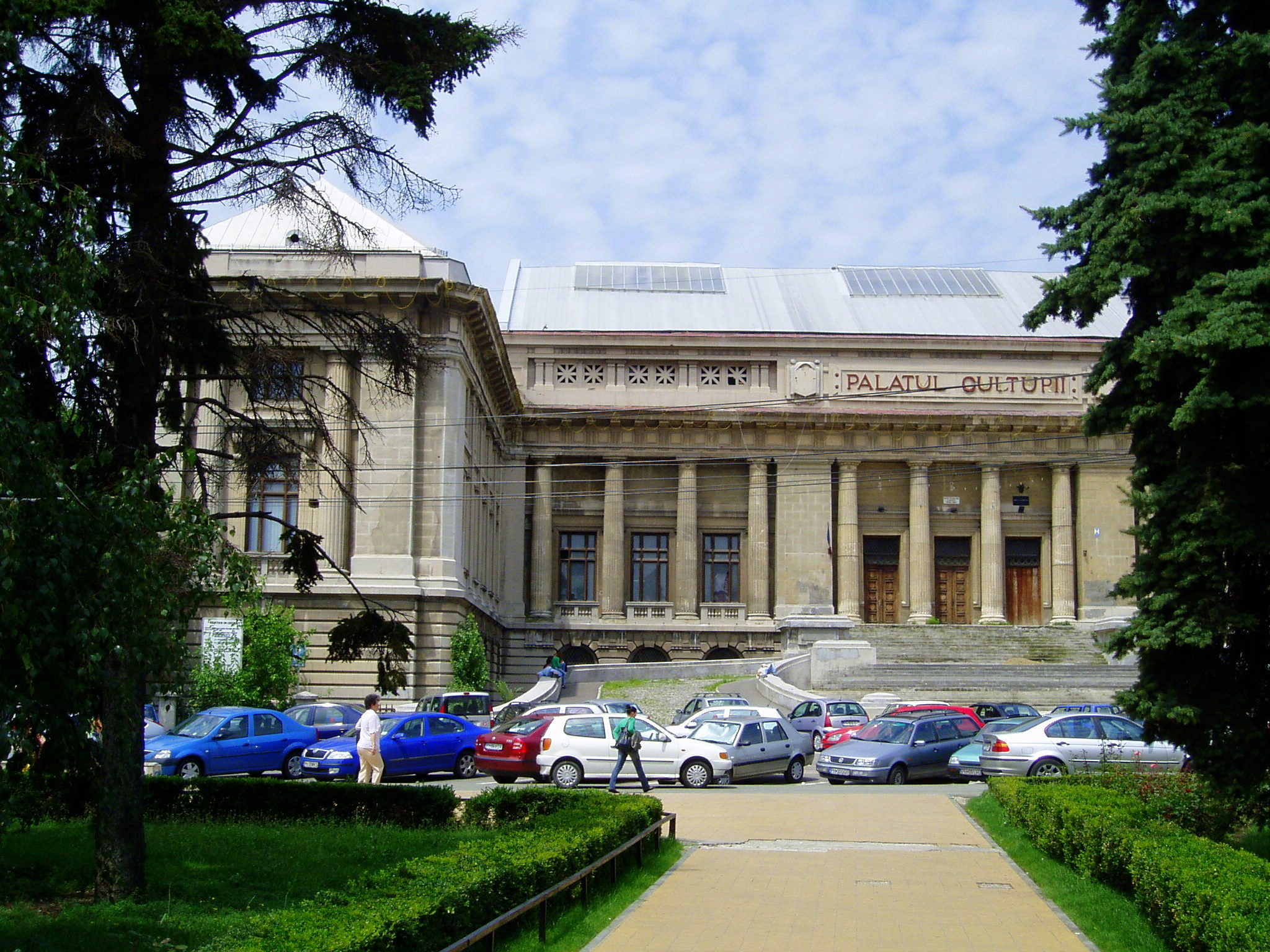
Le Palais de Justice, devenu Palais de la Culture.

| La cathédrale Saint Jean le Baptiste.     | Entrée monumentale de la cathédrale Saint Jean le Baptiste. | Lycée de garçons de Câmpina. | Façade du Lycée de garçons de Câmpina. |
| Œuvres remarquables de Toma T. Socolescu. |                                                             |                              |                                        |

- Le Palais de Justice (ro), en collaboration avec l'architecte français Ernest Doneaud (ro). Le premier projet est élaboré et l'exécution commencée avant la guerre[a 19],[c 31], sous le préfet Luca Elefterescu (ro). Toma T. Socolescu est nommé "architecte dirigeant", responsable de tout le chantier de 1923 jusqu'à son terme en 1932[e 67]. Le Palais est inauguré le 26 novembre 1933, en présence du roi Carol II. Cet édifice devient, en 1953, le Palais de la Culture, conservant en son sein la cour d'appel. Fragilisé et endommagé par les bombardements anglo-américains de 1944 et le tremblement de terre du 4 mars 1977, il est renforcé dans les années 1980. Sa restauration, consolidation et rénovation ont été reprises depuis de nombreuses années (début en 2006) et ne sont pas terminées à ce jour[f 8],[59]. Publié dans la revue Arhitectura en 1924[d 13], le palais est Classé Monument Historique[58].

### Dans le județ de Prahova
- Lycée de garçons[98] Dimitrie Barbu Ştirbey de Câmpina, situé au no 4 de la calea Doftanei[e 68]. Les plans sont approuvés par le Ministère de l'Éducation en 1926. Sa partie centrale comme l'aile donnant sur la calea Doftanei est construite entre 1928 et 1929. La seconde aile, donnant sur la strada Mihai Eminescu, ainsi que l'escalier en marbre de carrare, les ornements intérieurs en marbre, les portes intérieures en chêne sculptés du hall principal comme celles en fer forgé de l'extérieur, sont réalisés entre 1932 et 1942[e 58]. Avarié par le tremblement de terre de 1940 (en), durement touché par les bombardements anglo-américains de 1944 (l'aile Mihai Eminescu et la salle de gymnastique sont détruites), le lycée est rapidement remis partiellement en fonction. L'aile détruite est reconstruite en 1957-1958. Mais le tremblement de terre du 4 mars 1977, rend le bâtiment inutilisable et nécessite sa reconstruction avec une nouvelle structure de béton armé[e 69]. Malgré tous ces travaux d'envergure, l'édifice n'a ni perdu son style ni son harmonie. Il abrite désormais le Collège National Nicolae Grigorescu (ro), anciennement baptisé Liceul Dimitrie Barbu Stirbey en 1933[99].

## Autres ouvrages réalisés (liste non exhaustive)

### À Ploiești

#### Maisons, villas, et immeubles de rapport
- Villa du pharmacien N. Hogaș, frère de l'écrivain Calistrat Hogaş. Lors de sa construction[e 70], l'architecte réserve le plafond du salon pour que le peintre Toma Gheorghe Tomescu puisse y réaliser une fresque[a 23],[c 39]. Construite en 1907, elle est détruite lors des bombardements anglo-américains de 1944[b 6]. Elle est le premier ouvrage réalisé par Toma T. Socolescu.
- Maison Pasapeanu[b 45],[e 70], une petite demeure construite pour un fonctionnaire des Postes, strada I. Romanescu, construite en 1908-1909. La rue s'appelle désormais strada Barbu Delavrancea[f 9]. Il s'agit de la plus petite œuvre de l'architecte.
- Maison de l'instituteur Aldescu[b 45],[e 70], strada Vlad Țepeș, au no 31[100], réalisée en 1908-1909. Elle est toujours bien visible[59],[g 2].
- Maison du prêtre Zotu, sur la calea București, désormais calea Democrației, proche de la Gare du Sud, construite vers 1908-1909[e 71],[b 34]. Elle est l'objet d'une expropriation, puis détruite par les communistes pour faire place aux Usines du 1er mai.
- Immeuble de rapport des frères Alessiu[a 24],[c 40], probablement construit vers 1910, au début de la strada Lipscani, rasée par les communistes. La strada Lipscani était une ancienne rue légèrement courbée qui allait depuis le cœur de la ville jusqu'au Palais de Justice. Cette artère a disparu en deux étapes : la première moitié près du Palais de la Culture fut démolie entre 1968-1969, pour faire place à l'actuelle cité administrative. L'autre moitié est démolie après le tremblement de terre de 1977[f 10].
- Maison résidentielle Orăscu, bulevard Independenței au no 18[a 25],[c 41]. Scarlat Orăscu est l'un des plus importants maires de Ploiești entre 1911 et 1914 puis sénateur à deux reprises[c 42]. Construite vers 1911-1913[b 46],[e 72] dans le style français Art nouveau, en vogue à l'époque en France. Son intérieur était luxueux. La maison est confisquée par les communistes, puis transformée en cantine populaire[b 47] puis en polyclinique pour enfants (encore en activité en 2024). La demeure est Classée Monument Historique[58].

| Maison Scarlat Orăscu.               | Maison Scarlat Orăscu. | Villa du Dr. L Fridman. |
| Maisons Scarlat Orăscu et L Fridman. |                        |                         |

- Immeuble de rapport G. Gogălniceanu ou Hora țărănească, Piață Unirii, réalisée par Ion N. Socolescu et Toma T. Socolescu[a 26],[c 43], entre 1914 et 1916[e 73]. Victime des bombardements anglo-américains de 1944, ses ruines disparaissent lors de la systématisation de 1958[f 11]. La place de l'Union (Piață Unirii) a aussi disparu du paysage urbain de la ville à la suite du remodelage complet réalisé par les communistes[80]. Son nom n'a même pas été réutilisé, il s'agissait pourtant de la place principale de la ville et de son coeur commercial avec la strada Lipscani, elle aussi totalement effacée[f 12]. Il existe une petite strada Unirii non loin de l'ancienne place, sans vie, cachée derrière l'énorme bloc du plus pur style soviétique dénommé palais administratif par les communistes et construit après 1965[101]. Depuis ce bouleversement urbanistique profond, Ploiești n'a jamais véritablement eu de centre-ville. A la chute du communisme, la structure urbaine imposée par la dictature communiste n'a pas résisté aux réalités, et la ville n'a pas réussi à se transformer ni à créer puis dynamiser un centre-ville. En juin 2025, l'espace urbain qui constituait jadis la place de l'Union est gris, dégradé, peu animé et abandonné dès la tombée de la nuit. Les commerces se limitent à des points de restauration-rapide (un McDonald, une dizaine de débits de sandwichs turcs ou de ventes à emporter de type pâtisserie), une multitude de permanences de partis politiques, vides, très rarement fréquentées et  qui consomment un espace considérable, deux pharmacies, trois boutiques de téléphonie mobile, un pole dance ainsi que des salles de jeux pour adultes qui ont pullulé ces dix dernières années. Les quelques autres enseignes, dont deux ou trois cafés et une librairie poussiéreuse, survivent dans un quartier fréquenté par de trop nombreux mendiants, et quasi éteint à partir de samedi midi[102].

.

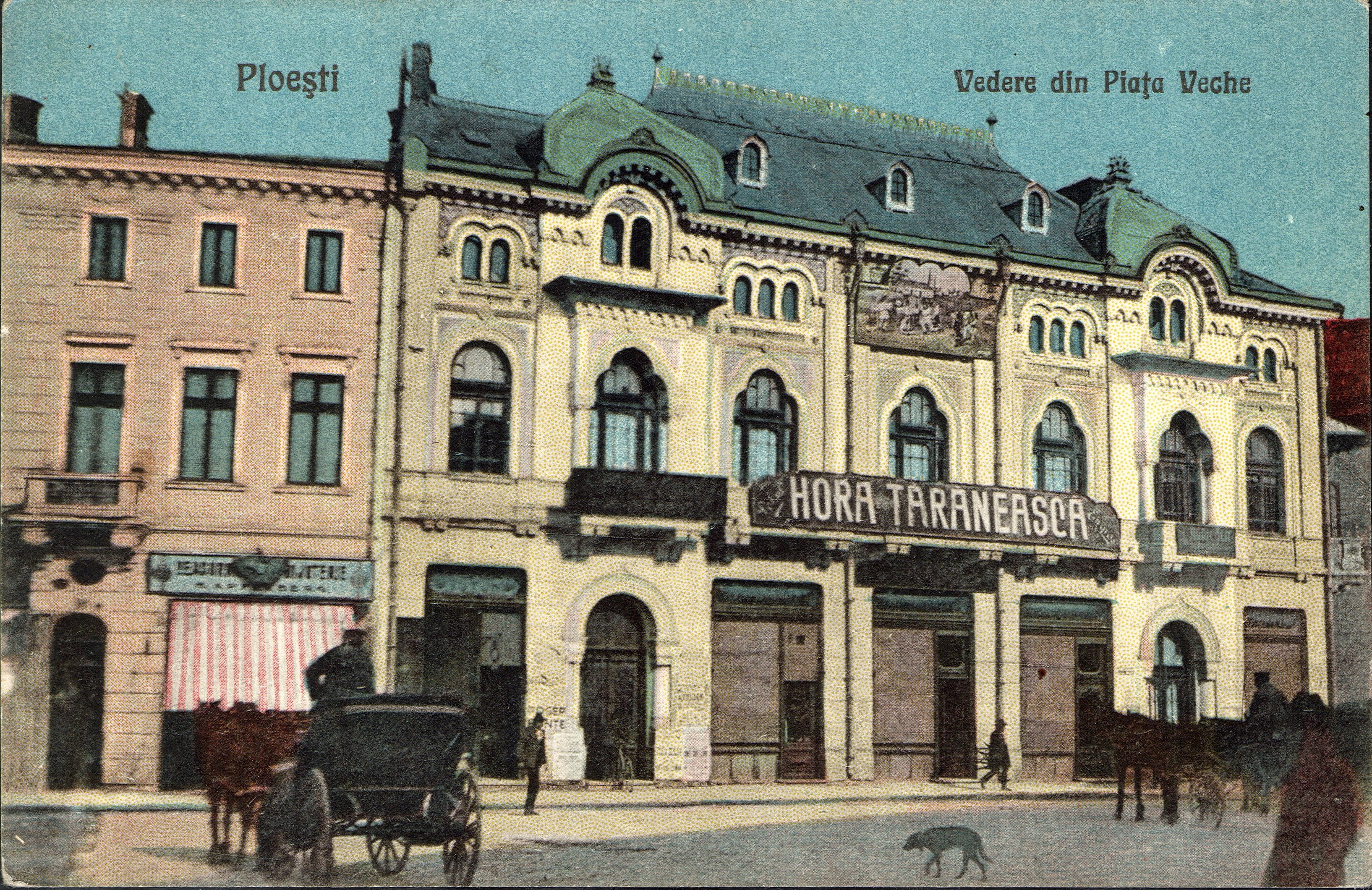
Hora țărănească à Ploiești

- Maison B. Nasopol, strada Ștefan cel Mare, construite entre 1913 et 1915[e 74], détruite par les bombardements américains de 1944 selon les "Mémoires" de Socolescu[b 22]. Située au no 12 de la strada Ștefan cel Mare, elle abrite les Services Techniques du Județ en 1938[a 20]. Il existe cependant, à cette adresse, une ancienne maison plutôt bien conservée à l'extérieur comme à l'intérieur, correspondant parfaitement, pour sa partie rez-de-chaussée, au style de l'architecte[103]. La maison initialement sans étage, aurait été rehaussée d'un étage à l'époque communiste.

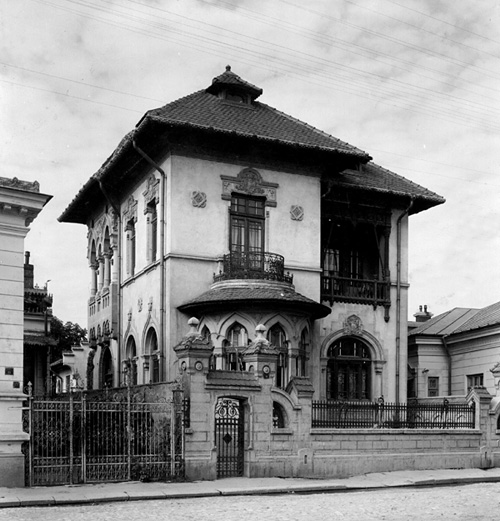
Villa Zaharia Leon.

- Villa Zaharia Leon sur la strada Drosescu. Sa construction a été réalisée autour de 1913-1915[a 20],[e 75]. La villa est rasée par les bombardements anglo-américains de 1944. La strada Drosescu a été renommée strada C. T. Grigorescu. La nouvelle maison qui la remplace au no 13 a conservé partiellement les murs et grilles de la clôture d'origine.
- Villa du Dr L. Fridman[a 20],[e 76] anciennement à l'intersection de la strada Iennescu et de la strada Aurel Vlaicu, son adresse est désormais strada Maramureș, au no 8. Réalisée vers 1913-1915, elle est nationalisée[21] par les communistes. La demeure est Classée Monument Historique[58], elle héberge actuellement[59] le Département National des Ponts et Chaussées (Compagnie Nationale d'Administration des Infrastructures Routières (ro)). En 2025, La façade de ce monument historique commence à se dégrader sérieusement.
- Immeuble de rapport de Toma T. Socolescu au no 2 de la strada Ștefan cel Mare, anciennement strada Regina Maria. Construite à partir de 1914, la bâtisse est habitable en 1915 et probablement terminée après la Première Guerre mondiale[a 27],[e 77]. L'architecte s'endette lourdement auprès des banques pour la construire. Il y installe son bureau et y travaillera jusqu'au bombardement américain qui le détruit partiellement en 1944[b 48]. L'immeuble est profondément transformé et défiguré par les Russes dans les années 1950, après sa confiscation[21] par l'État[104]. La façade remarquable d'origine n'existe plus et a fait place à un style beaucoup plus sobre[f 3]. À l'origine, l'immeuble disposait de 7 boutiques au rez-de-chaussée et de 5 appartements dont celui de l'architecte et de sa famille[b 49].

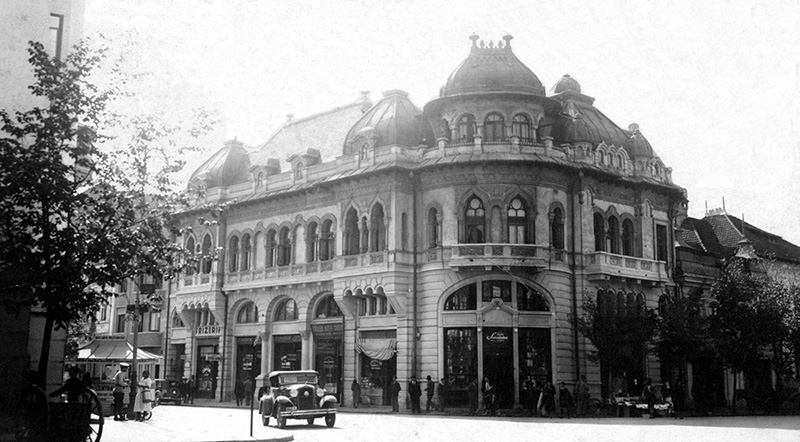
Immeuble Socolescu à Ploiești.

- Immeuble de rapport D. Pârvulescu[a 28],[c 44] dans l'ancien marché (Obor), au no 1 de la strada Émile Zola. Construit en 1928[e 78],[g 3], il est nationalisé[21] en 1950. La famille Pârvulescu lutte de 1996 à 2002 pour reconstituer ses droits sur l'immeuble, elle sera même obligée de racheter un appartement revendu abusivement par l'État en 1973[h 15]. Le carré d'immeubles où elle se trouve a échappé aux destructions communistes.
- Maison M. Obrien, strada Eminescu. Construite après la première guerre mondiale[a 20],[c 32],[e 79] et avant 1937, elle est détruite par les bombardements anglo-américains de 1944.
- Immeuble de rapport Gheorghe Bogdan, probablement construit en 1922 comme l'atteste une inscription dans le hall d'entrée, il est situé au 36 de la strada Mihai Kogălniceanu (ancienne strada Franceză). Nationalisé[21], l'immeuble n'est que partiellement récupéré par les héritiers Bogdan[f 13]. La maison est l'un des rares restes d'un très ancien et typique quartier du centre-ville de Ploiești, totalement rasé et reconstruit entre 1960 et 1989, sans aucun style architectural , avec pour seuls soucis : l'uniformisation des logements, la densification de l'espace urbain, le rapprochement social ville-campagne et l'effacement du passé[80].

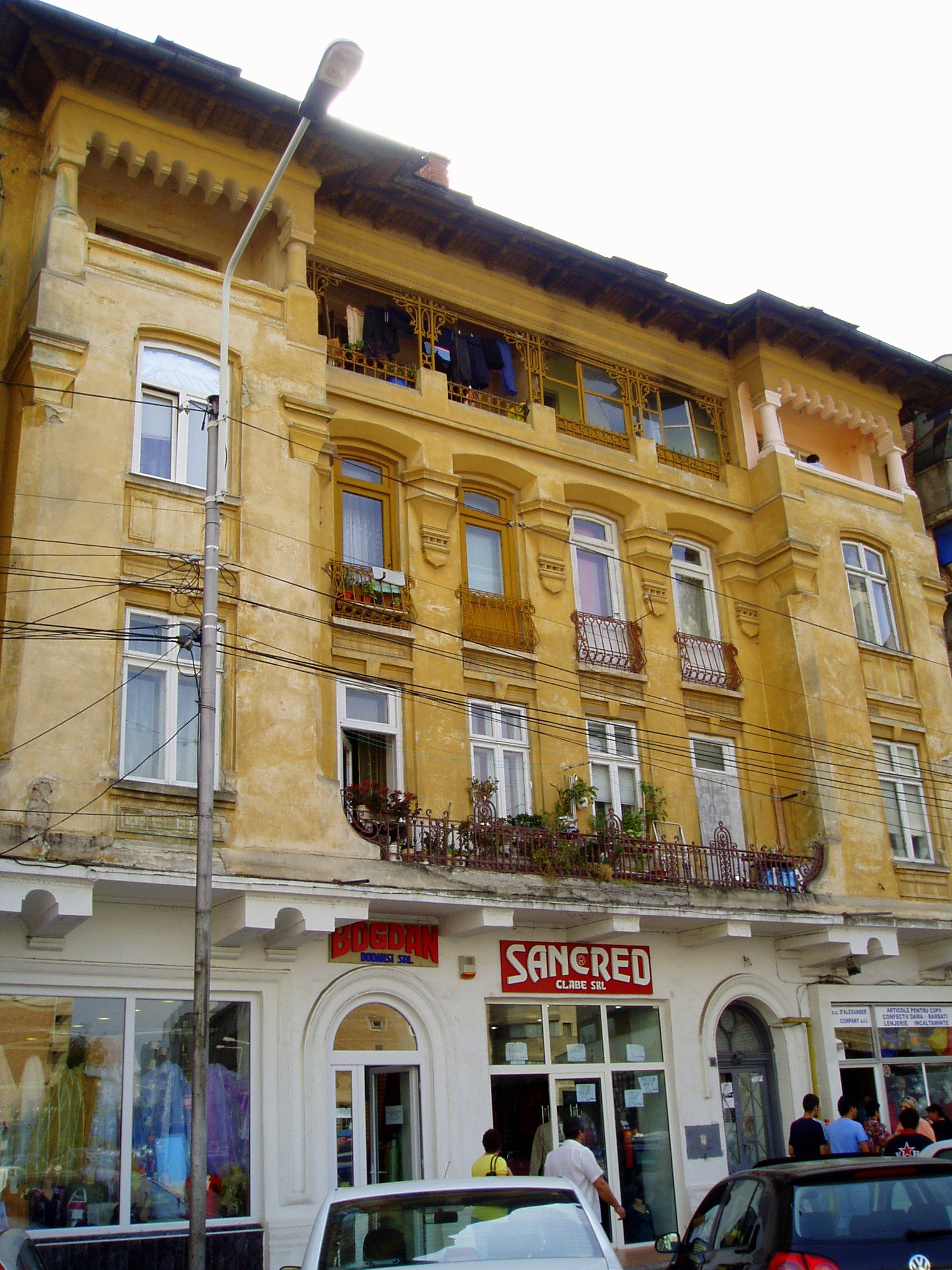
Immeuble Gheorghe Bogdan.

- Immeuble de rapport Toboc au no 1 de la strada Democrației. L'immeuble est imaginé et réalisé par Toma T. Socolescu. Le style rappelle très fortement les orientations stylistiques brâncovenesc de l'architecte[f 14]. D'autre part, le bâtiment ressemble beaucoup à l'immeuble de rapport que ce dernier s'est fait construire quelques années avant, au no 2 de la strada Ștefan cel Mare. Construit entre 1920 et 1924[e 80] pour l'imprimeur Dumitru Buta surnommé Toboc (ou Trapu en roumain), la bâtisse est nationalisée[21] en 1950. En 1977, le bâtiment est fortement touché par le tremblement de terre et des réparations insuffisantes et incomplètes sont réalisées par la suite. Malgré la demande d'évacuation des autorités, les locataires qui y avaient vécu jusqu'alors refusèrent de partir si bien que peu à peu la dégradation du bloc se poursuivit, faute de travaux de consolidation[f 14]. L'immeuble a fait l'objet d'une procédure de rétrocession mais l'héritière a préféré une compensation financière plutôt qu'une restitution en nature, restitution qui l'obligeait à conserver les locataires et à faire des travaux de consolidation pharaoniques que les communistes s'étaient bien gardés de faire[f 14]. La ville est donc demeurée propriétaire de cet ouvrage remarquable mais très dégradé. La construction fait partie des bâtiments à risque sismique élevé (niveau 2)[105]. Malgré son intérêt architectural évident, la bonne préservation générale de ses façades, de son toit et la rare conservation de ses fenêtres d'origine, l'immeuble n'est ni classé monument historique (une démarche qui ne dépend pourtant que de l'initiative de la ville qui n'a pas jugé utile de le faire depuis plus de trente ans), ni l'objet d'un projet de réhabilitation de la part de la mairie[59].

| Immeuble Toboc. | Immeuble Toboc. | Immeuble Toboc. |
| Immeuble Toboc. |                 |                 |

- Maison Grigore Ivănceanu, ancien avocat et ami de l'architecte, route de Rahovei, au no 6. Construite vers 1920[e 81], elle est très endommagée par les bombardements anglo-américains de 1944, mais est reconstruite presque à l'identique par  Grigore Ivănceanu, juste après les bombardements[b 49]. Vendue en 2008 par Alice Ivănceanu, héritière et fille de l'avocat, la maison est entièrement rénovée et subit une isolation par l'extérieur en 2009, perdant une partie de son style d'origine, en particulier tous les encadrements extérieurs (ouvragés) de fenêtres. Une photographie est publiée dans la revue Arhitectura en 1925[d 14].
- Caveau de la famille Gheorghiu au cimetière Viișoara[e 46]. Une photo est publiée dans la revue Arhitectura en 1925[d 15]. Il a depuis été démoli.
- Maison de Ștefan Z. Ghica Ghiculescu, important commerçant et vice-président de la Chambre de Commerce et d'Industrie de Ploiești en 1933-1934[e 82],[g 4]. Construite au no 4 de la strada Italiană en 1927-1928, elle est parfaitement conservée, meublée et restaurée par son petit-fils Mihai Bădulescu-Ghiculescu[106], cela malgré une confiscation et des dégradations intérieures des locataires imposés pendant toute la période communiste[107],[106]. Selon Mihai Bădulescu, qui a bien connu Toma T. Socolescu[108], il venait très régulièrement visiter son ami Ștefan Z. Ghica Ghiculescu et avait choisi toute la décoration intérieure au moment des finitions. Toujours à l'initiative de Mihai Bădulescu, la maison est classée sur la liste A des monuments historiques le 4 octobre 2010[109]. Au décès de ce dernier, en 2019, la maison est mise en vente par ses héritiers qui se sont malheureusement débarrassés du mobilier intérieur ainsi que des bibelots et porcelaines anciennes choisis par Mihai Bădulescu, perdant ainsi l'âme des différentes pièces du lieu, et une atmosphère hors du temps, figée dans les années 1920[106],[107]. Après une tentative échouée de rachat par la ville de Ploiești en 2020, qui a alors souhaité exercer son droit de préemption[110], la villa est acquise par un nouveau propriétaire en 2023 et est actuellement en phase de rénovation[59].

| Maison Ștefan Z. Ghica Ghiculescu. | Maison Ștefan Z. Ghica Ghiculescu. | Maison Ștefan Z. Ghica Ghiculescu. | Maison Ștefan Z. Ghica Ghiculescu. |
| Maison Ștefan Z. Ghica Ghiculescu. |                                    |                                    |                                    |

#### Bâtiments publics
- Hôtel Europa, rénovation et ajout d'un étage en collaboration avec son oncle Ion N. Socolescu avant 1914-1915[e 83]. L'hôtel, est initialement réalisé par son grand-père Nicolae Gh. Socol[a 29],[c 45],[b 50],[111],[f 15]. Il est finalement démoli par les communistes au début des années 1960[f 16].

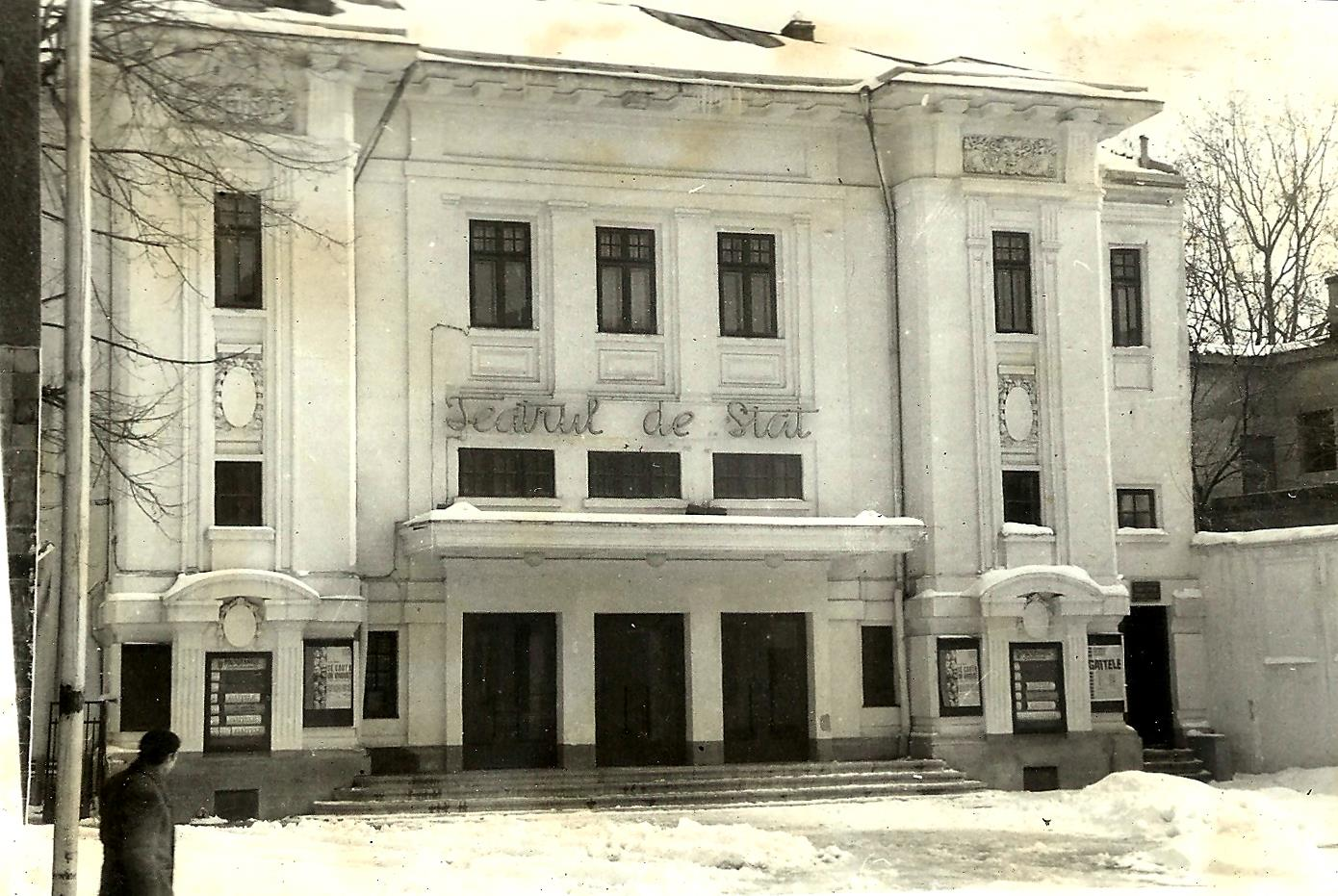
Le théâtre Odeon vers 1970.

- Théâtre puis cinématographe Odeon. Sa construction s'est déroulée en 1927[e 46], il est inauguré le 23 février 1928[f 17]. L'historien Lucian Vasile décrit les caractéristiques remarquables du bâtiment sur son site republicaploiesti.net : «  Le cinéma-théâtre Odéon était un bâtiment qui ne s'inscrivait pas dans le style Socolescu, mais qui, avec sa façade simplifiée, s'approchait des lignes du modernisme. Légèrement en retrait de la rue, une petite place était créée devant le bâtiment, où l'on tirait les calèches ou les voitures qui amenaient les spectateurs. Mais le principal atout de l'Odéon réside dans ses caractéristiques, inégalées à l'époque à Ploiești : une capacité de 550 places assises, une loggia à l'étage, un système de ventilation, une excellente acoustique et, surtout, une scène spacieuse de 20 mètres de large et de près de 30 mètres de long (traduction française)[f 17]. » . Il officie déjà en tant que cinéma en 1932[112]. Rebaptisé cinématographe Rodina après sa nationalisation[21] en 1948[113], il héberge à partir de 1955 le Teatrul de Stat din Ploiești[114]. Transformé et modernisé une première fois par les communistes en 1954[115], Son aspect extérieur permettait toujours de le reconnaître en 1957, après de longs travaux de rénovation lors desquels sa scène fut encore modernisée et sa capacité augmentée à 600 places[116]. À la suite du tremblement de terre du 4 mars 1977, il est entièrement défiguré et noyé au pied d'un bloc d'habitation de style soviétique, en application du plan de systématization communiste[80],[f 18]. Il est rebaptisé le théâtre Toma Caragiu le 6 septembre 1991[117]. La rue où se trouve le théâtre change de nom à de multiples reprises : strada Liceului du XIXe siècle aux années 1920, strada Dr. I. Radovici jusqu'en 1948 environ, strada Gh. Dimitrov de 1948 aux années 1960, strada teatrului jusqu'en 1996, puis enfin strada Toma Caragiu depuis 1996.
- Portail de la foire-exposition de Ploiești construite vers 1930 probablement sous le mandat du maire Ștefan Moțoiu[e 46],[c 46], devenu plus tard la porte de l'hippodrome. Détruit par les bombardements anglo-américains de 1944, le portail actuel est une pâle copie de l'œuvre originale[c 47].

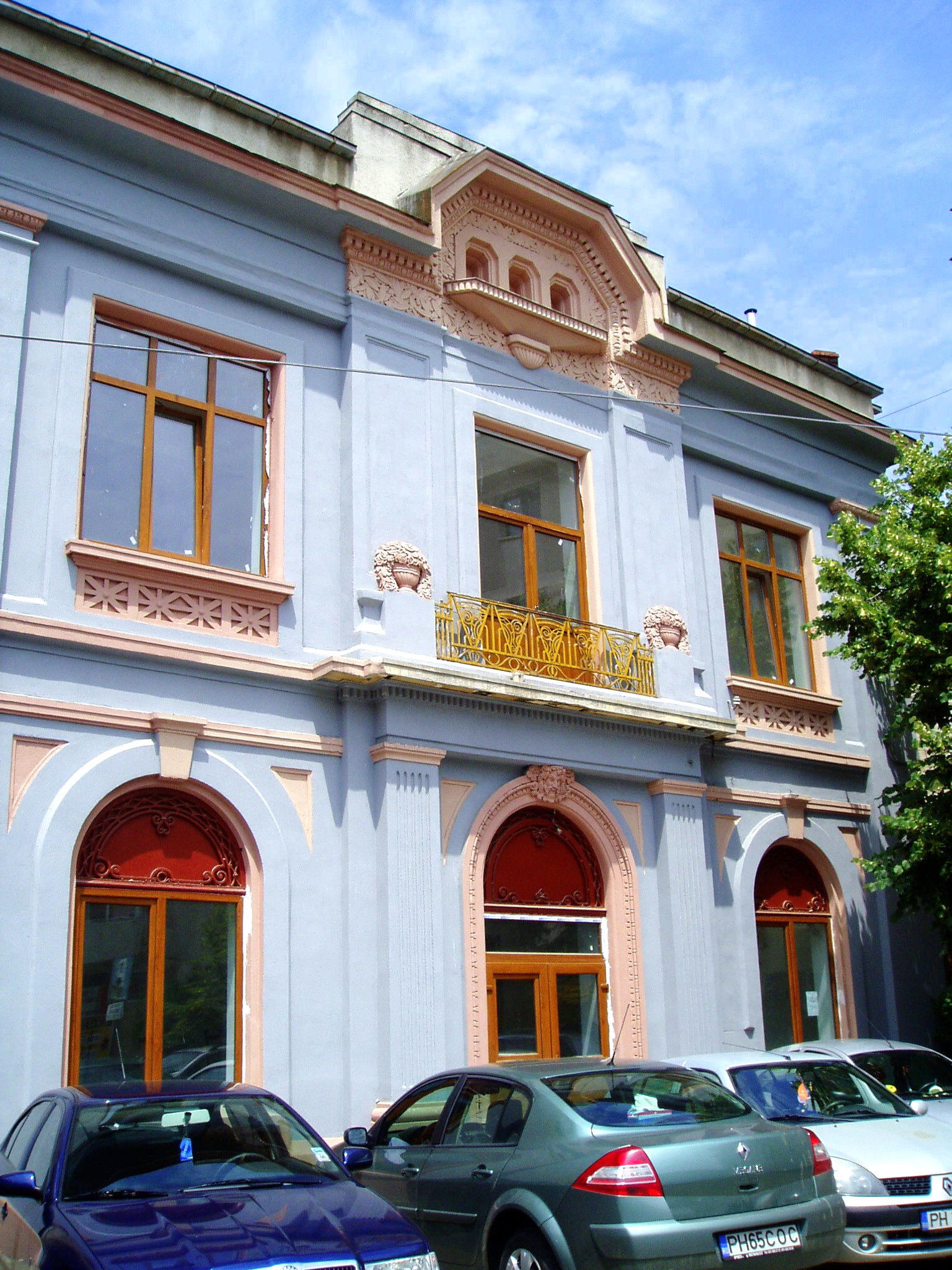
Le cinématographe Scala.

- Rénovation luxueuse du rez-de-chaussée[e 30] de la Banque Centrale de Ploiești[118], avant la crise financière de 1929, dont le pic pour l'activité bancaire roumaine se situe en 1931-1932[119]. Cet édifice remarquable est construit par l'architecte Leonida Negrescu d'après le style de Charles Garnier pour Ghiță Ionescu et appartenait au Banquier Max Schapira[a 24]. La banque doit quitter les lieux lors de la crise bancaire de 1929-1933. L'espace accueille alors une pâtisserie puis un magasin de tissus. Nationalisé[21] en 1950, le bâtiment est par la suite reconverti en magasin alimentaire (le Mercur) au rez-de-chaussée, et en cordonnerie à l'étage. Affecté par le tremblement de terre de 1977, l'immeuble est rasé par les communistes, prétextant l'impossibilité de le réparer, éliminant ainsi les dernières traces du centre-ville historique[f 19].
- Cinématographe Scala, toujours visible (strada Traian Moșoiu). Brasserie[a 19],[c 31],[f 20] à l'origine, elle est construite pour le compte de la Chambre de Commerce de Ploiești, sous la présidence de Gérard Joseph Duqué vers 1933[120]. Désaffecté et laissé à l'abandon dans les années 2000, le bâtiment est rénové en 2009-2010. Le corps principal du bâtiment de la Chambre (antérieur à la construction de l'architecte) fut très gravement frappé par le tremblement de terre de 1940 (en) puis démoli ultérieurement[121],[f 21].
- L'auberge paysanne[122] au niveau de la barrière Bucov, au no 2 de la strada Oborului. Probablement une des dernières œuvres de l'architecte (1938-1939)[e 30],[g 5]. L'auberge a été construite pour héberger les marchands et les paysans du marché ouvert. Elle a ensuite été déplacée à la périphérie de la ville, à la suite de la construction des Halles centrales. Elle était à l'origine entourée d'écuries. Il s'agissait d'un bâtiment à un étage dans le style des villas roumaines, avec une grande terrasse devant, constituée de piliers en chêne sculptés, et un toit en tuiles, disposant d'une grande écurie pour 40 animaux et un bâtiment plus petit pour l'administration à l'arrière-cour. Pendant la période de la dictature légionnaire, il devint un refuge pour les réfugiés de Transylvanie, puis abrita l'hôpital de Cernauti pour les maladies nerveuses, évacué à la suite de l'invasion soviétique de la Bucovine du Nord (ro). Il devient alors officiellement l'Hôpital de l'auberge paysanne. Gravement endommagé lors du bombardement du 5 avril 1945, l'hôpital est évacué vers Filipeștii de Pădure. En octobre de la même année, un service pour les troupes soviétiques y est ouvert. En 1951, il abrite le département des maladies nerveuses. Le bâtiment continuera d'assurer la fonction d'hôpital jusqu'à aujourd'hui[59] (Hôpital d'urgence du Județ de Ploiești Service de pneumologie)[123].

### Dans le județ de Prahova

#### Maisons, villas, et immeubles de rapport
- Deux maisons pour des membres de sa famille : Ion Diamandescu, un grand pétrolier[c 36] et Costică Dușescu[b 34] construites en 1908[e 70], Câmpina.

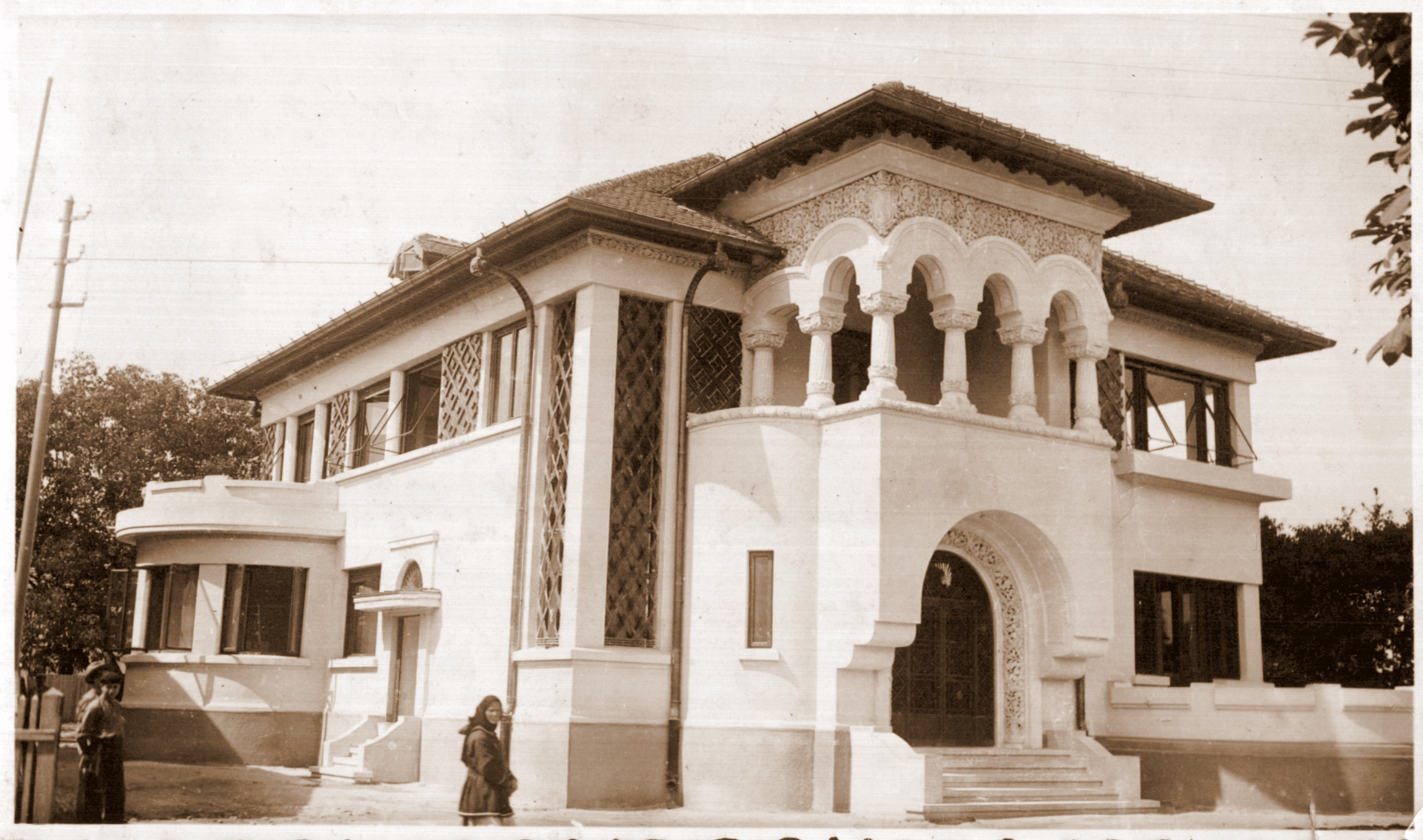
Villa du Dr Gheorghiu.

- Maison de Nicolae Iorga à Vălenii de Munte, restauration, ré-aménagement et extension[e 84],[b 34], en 1910. Classée Monument Historique[58].
- Villa Nicolae Iorga à Sinaia, construite vers 1918. Classée Monument Historique[58], la maison, au no 1 de la strada Gheorghe Doja, est parfaitement conservée par la famille de l'historien. Elle se situe à l'intersection entre les calea Codrului et strada Gheorghe Doja, dans le quartier Furnica[e 85].
- Pharmacie et immeuble de rapport Voiculescu, Câmpina. Probablement construite vers 1920. Tout l'immeuble est démoli après le tremblement de terre de 1977[e 30],[124].
- Villa du Dr. Gheorghiu, Câmpina, vers 1920, aussi appelée la maison aux lions. La villa est toujours visible, inchangée, bulevard Carol I, au niveau de la aleea rozelor[e 86].
- Manoir de Gérard Joseph Duqué à Păulești, à la frontière sud de la commune avec la ville de Ploiești, construit de 1920 à 1935[e 87]. La maison est commandée par l'avocat Ion Georgescu Obrocea, puis cédée à Gérard Joseph Duqué en remboursement de dettes[125], il est réaménagé par l'architecte suivant les souhaits du nouveau propriétaire. Le manoir a subi de multiples modifications et simplifications depuis sa construction. Seules certaines parties typiques témoignent encore de la création de l'architecte.

| La villa en 1925.           | La villa en 2009. | Balcon néo-brâncovenesc. | La porte principale. |
| La villa Florica Socolescu. |                   |                          |                      |

- Villa C. I. Ionescu à Sinaia, en 1923[126].
- Villa N. Scorțeanu à Sinaia, dans le quartier Cumpătu[e 88]. Une photographie de la villa a été publiée dans la revue Arhitectura en 1925[d 16]
- Villa Florica Socolescu à Sinaia, dans le quartier Cumpătu, bâtie en 1925[e 89]. Située à Sinaia-Cumpătu au no 22 de la strada Cumpătu. Construite par Toma T. Socolescu pour sa femme Florica. La maison a probablement été vendue par l'architecte vers 1945. Rénovée dans les années 2000, elle n'a pratiquement pas été modifiée. Des photographies et un plan intérieur de la villa sont publiés en 1925 et 1941 dans la revue Arhitectura[d 17].

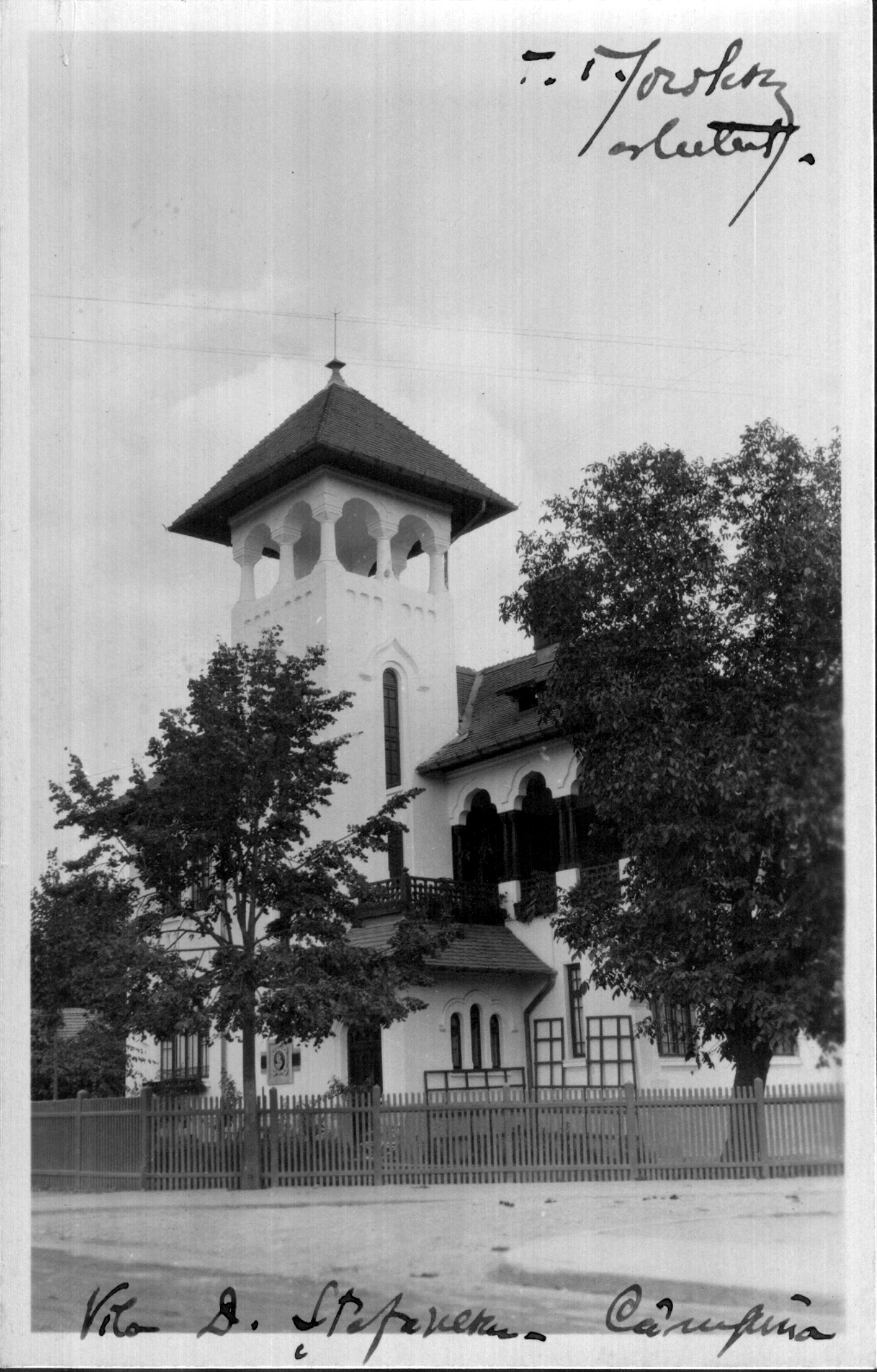
Villa D. Ștefănescu vers 1930.

- Maison de son ami le peintre Toma Gheorghe Tomescu à Vălenii de Munte vers 1926-1927[54],[e 46]. Demeure modeste, son aspect original a été modifié au cours du temps. Elle est située au no 12 de la strada Mihai Eminescu[g 6].
- Maison Ion Pătrașcu à Vălenii de Munte, construite aux environs de 1927[e 46], située au no 5 de la strada George Enescu, non loin de la maison de Nicolae Iorga. Elle est construite pour le commerçant  Ion Pătrașcu. Confisquée par les communistes en 1950, elle est restituée puis revendue par la famille du négociant. Elle existe toujours, très bien conservée[g 7].
- Maisons de l'ingénieur agronome Toma Călinescu (strada Monumentului no 2)[e 46], et de l'instituteur Emil Popescu (strada Armoniei no 1), toujours dans la commune de Boldești-Scăeni[127]. La maison Toma Călinescu, construite vers 1928, est aujourd'hui[59] parfaitement conservée[g 8].
- Villa Bran Al. Radovici à Sinaia, transformations en 1930[126],[e 46].
- Villa Dumitru Ștefănescu, Câmpina, aussi appelée la maison aux horloges. Planifiée en 1916, construite bien plus tard en 1930[e 90]. L'aspect extérieur de la villa a été modifié depuis, en particulier la tour, reconstruite à l'époque communiste avec un style différent, et sur laquelle des horloges ont été ajoutées. Elle est toujours visible au no 112 du bulevard Carol I, au croisement avec la strada Henri Coandă. Une édition de 1916 de la revue Arhitectura expose plans et croquis de la villa[d 18].
- Villa de l'avocat Grigore Ivănceanu, devenue ensuite propriété de sa fille Alice Ivănceanu[128], à Sinaia, strada Piatra Arsă au no 4, construite en 1934[e 91].
- Villa Nicolae Popescu-Parafină, Câmpina, vers 1934-1935[e 92],[129]. La villa est en très bon état de conservation[130].

#### Bâtiments publics

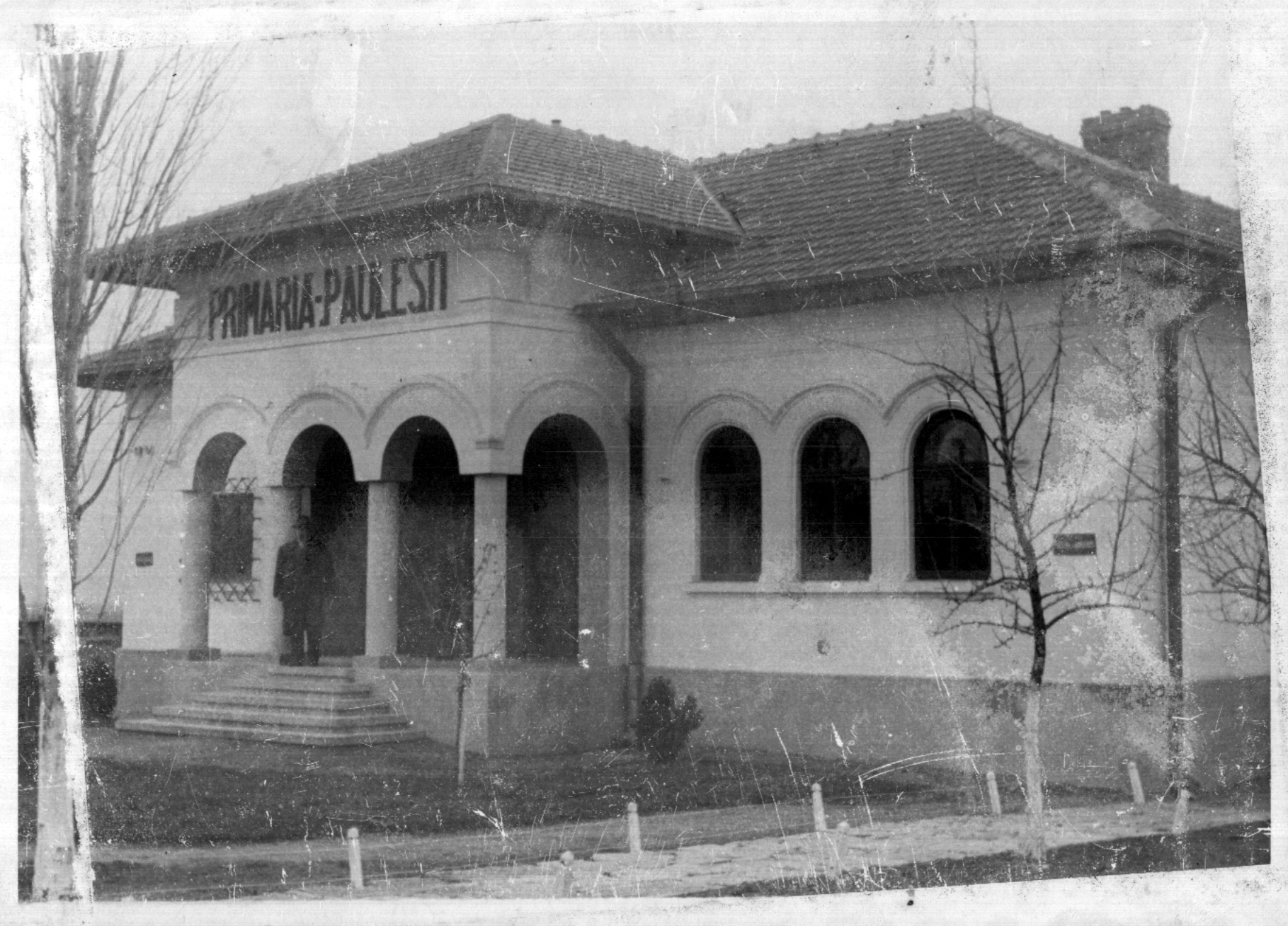
Mairie de Păulești, 1939.

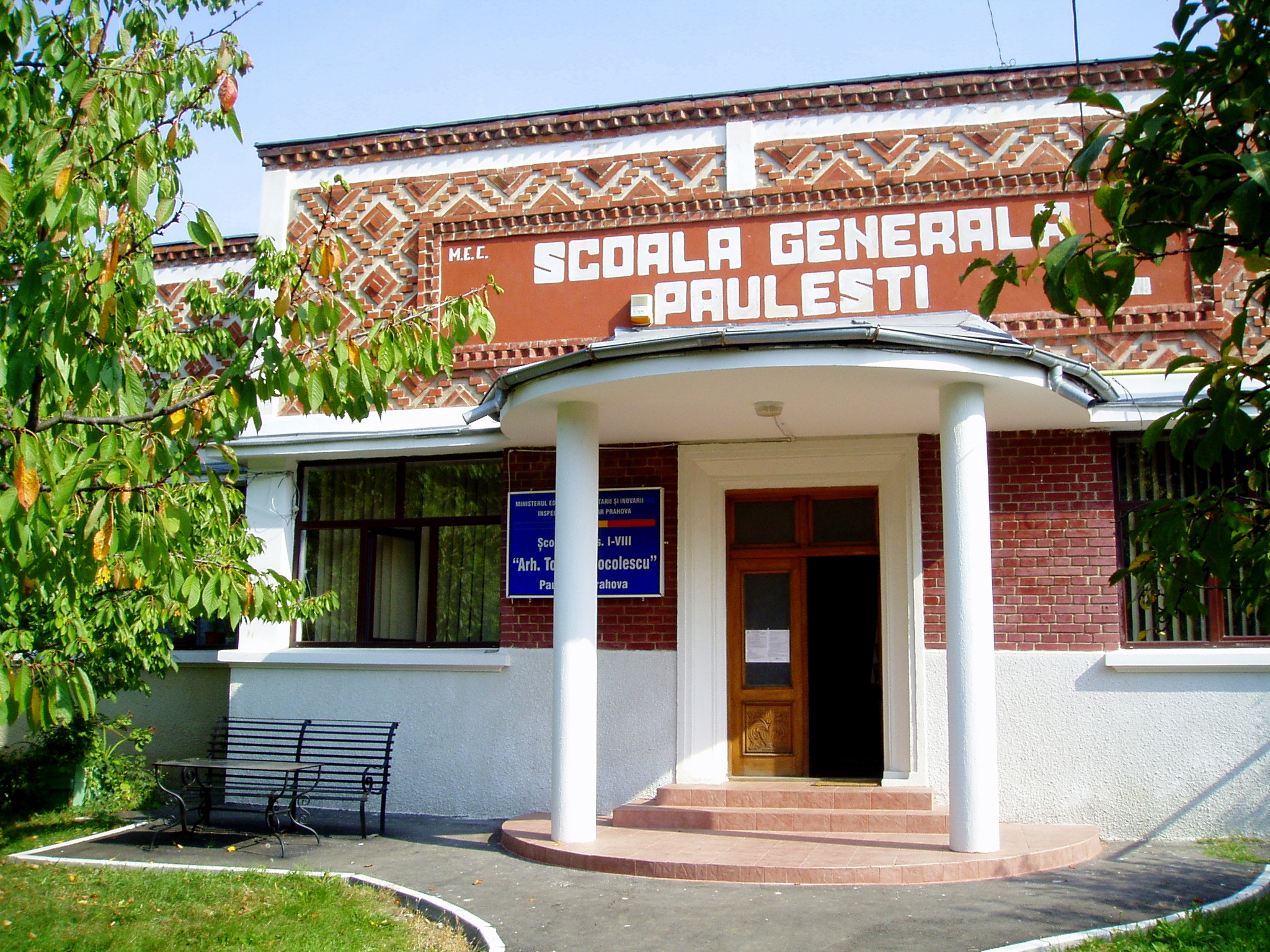
École T. T. Socolescu.

- Construction des bâtiments nécessaires à l'Ėtablissement Nicolae Iorga[10], à Vălenii de Munte, où se déroulent chaque année, depuis 1910 et jusqu'en 1940, les universités d'été du même nom. Il s'agit de deux corps de bâtiments traditionnels, assurant les fonctions de dortoir, cuisines et salles à manger. En 1912, il construit aussi le bâtiment abritant une salle de cours[e 93]. Les trois bâtiments sont classés Monument Historique[58].
- Mairie de Sinaia, rénovation et extension entre 1913 et 1914[e 94].
- Mairie de Câmpina : réfection et agrandissement vers 1914-1915[a 30]. Il s'agit de l'ancienne maison de Zaharia Carcalechi (ro) construite par son grand-père Nicolae G. Socolescu, restaurée par son père Toma N. Socolescu[a 30],[e 95]. Le bâtiment a été détruit pour faire place à une nouvelle mairie en 1922, bâtisse qui sera elle-même détruite par les communistes vers 1980, dans le cadre de la reconstruction du vieux centre de la ville[131].
- Tribunaux de Drăgăneşti, Crivina et Poienarii Burchii, en 1913-1914, tous les trois sur le même modèle[e 96].

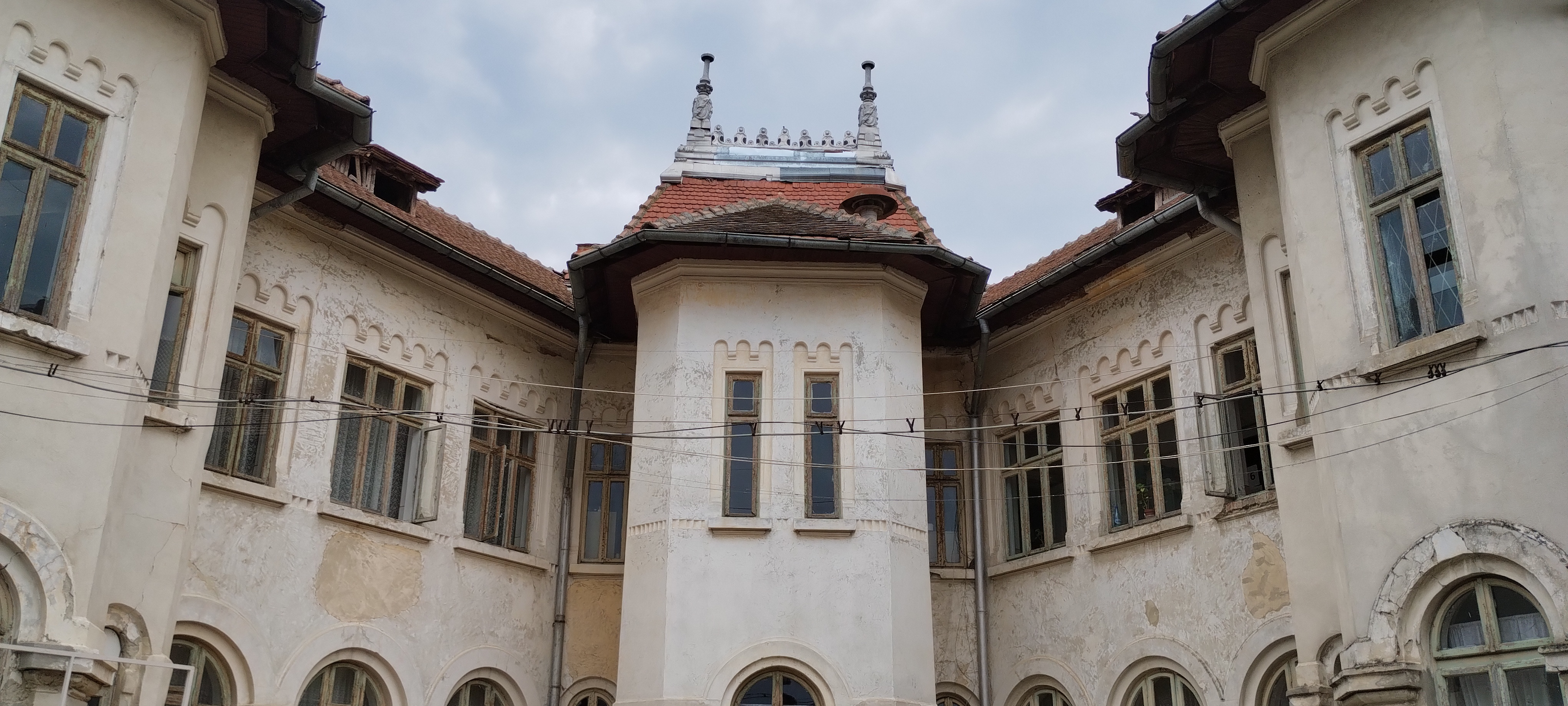
Mairie d'Urlați en 2024, face arrière.

- Tribunal de première instance[132]de Vălenii de Munte, situé strada Mihai Bravu au no 26. Construit à partir de 1923[e 97], le bâtiment est en mauvais état extérieur et désaffecté[59], totalement abandonné par son propriétaire : le ministère de la justice roumain.
- Mairie de la ville d'Urlați, dont le contrat d'architecte et les plans sont établis vers 1914-1916[b 51], et dont la construction se réalise entre 1922 et 1928[e 98]. La construction est remarquable et de style très marqué néo-brâncovenesc. En mai 2022, le maire de la ville, Marian Măchițescu, met à l'ordre du jour d'une réunion du conseil municipal le projet de démolition du siège de la mairie, pour la reconstruire en reproduisant le style original, arguant du fait que sa consolidation est trop coûteuse ou impossible (l'immeuble est expertisé en risque sismique maximum). L'opposition véhémente des habitants, représentants élus puis l'action de l'association Pro Patrimonio[133] qui veulent préserver ce joyaux architectural, font changer d'avis le maire qui abandonne son projet[134]. Le scandale déclenche le lancement d'une procédure de classement de l'édifice en monument historique, par l' Institut National du Patrimoine (ro)[135]. La procédure, pendant laquelle toute atteinte physique au bâtiment est interdite, est toujours en cours[59]. Les bains publics et le centre agricole de la ville sont aussi bâtis par l'architecte (probablement vers 1930)[b 22],[h 16].

| Mairie d'Urlați en 2024, avant-corps du bâtiment. | Mairie d'Urlați en 2024, façade. |

- Tribunal de première instance[132] de Câmpina, situé au no 14 de la strada 1 Decembrie 1918. Les plans sont élaborés vers 1924[e 99]. En 1931, la construction est achevée et la Judecatoria de Pace Mixta Câmpina démarre ses activités[136]. Le bâtiment est toujours actif[59] et abrite la judecatoria actuelle.
- École de garçons de la commune de Măneciu[e 69], bâtie pendant le règne de Ferdinand I, entre 1922 et 1924, en mémoire des héros de la première guerre mondiale. Construite en style néo-roumain, elle a été totalement défigurée par une rénovation radicale réalisée entre 2012 et 2016, détruisant tout le style du bâtiment ainsi que ses décorations, et rendant la construction méconnaissable. L'école a été surélevée d'un étage, bouleversant par conséquent toutes les proportions et les perspectives. La structure du toit a été changée, l'avant-corps transformé, l'avant-toit quasiment arasé à l'étage, et les ouvertures — fenêtres comme portes d'origine en bois — ont toutes été remplacées par des menuiseries grossières en PVC[137] sans respecter ni les dimensions ni l'harmonie originale des fenêtres. Enfin l'isolation par l'extérieur du bâtiment a lissé toutes les décorations des façades et effacé la moindre trace de son style d'origine[138]. Le bâtiment scolaire, encerclé par une clôture métallique dont le style est un mélange hybride de l'époque communiste et de "faux vieux", abrite désormais le collège "Ferdinand I", mais tient désormais plus d'une caserne ou d'un établissement pénitentiaire[139].

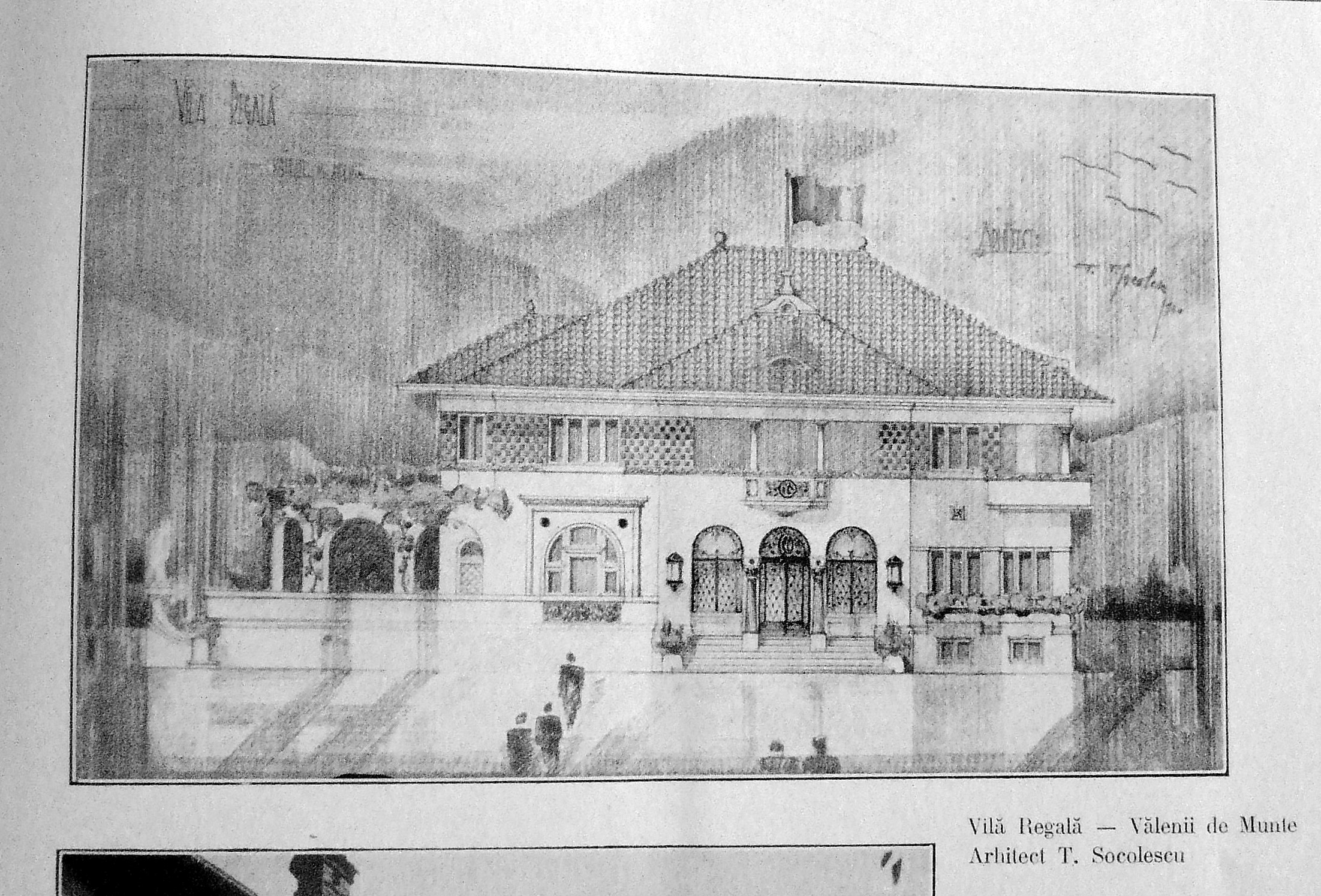
La maison royale, Vălenii de Munte (plan).

- Maison royale à Vălenii de Munte[e 46]. Sous la décision de Nicolae Iorga, la construction d'une villa d'été pour la princesse Elena et le jeune prince Michel est planifiée et réalisée par l'architecte[g 9]. La pose de la première pierre est inaugurée par Nicolae Iorga le 15 juillet 1930 en présence de l'architecte ainsi que de la Princesse et du ministre des finances Mihai Popovici (ro). Une planche du projet est visible dans l'édition de 1930 de la revue Arhitectura[d 19]. Le projet n'est pas complètement réalisé. La maison reçoit en fin de compte un usage différent que celui décidé lors de sa création[b 52] et est utilisée pour les Universités Populaires Nicolae Iorga, dans le cadre de la fondation Princesse Hélène (Principesa Elena). La villa a totalement disparu, détruite par les communistes après le tremblement de terre de 1977.
- A Păulești, presque tous les édifices, ponts et monuments publics, dont la mairie entre 1937 et 1940, l'école primaire entre 1939 et 1944, l'écurie communale et les bains publics[h 11]. La mairie a subi une rénovation poussée en 2022, comprenant l'ajout d'une aile supplémentaire étagée. L'essentiel du style architectural Socolescu a presque entièrement disparu. Fenêtres et  portes en PVC[137] ont achevé de gommer toute l'harmonie originale du lieu[140].

#### Édifices religieux
- Monument de la Trinité[38], en bois sculpté, pour la commune de Dumbrăvești en 1937[141]. Le monument n'existe plus.
- Église Notre-Dame Source de Vie (Izvorul Tămăduirii) de la commune de Izvoarele (Prahova), construite à partir de 1931 et terminée tardivement en 1945 en raison d'un manque de fonds, puis de la guerre[b 22],[e 100].
- Église de l'Assomption (Adormirea Maicii Domnului) de la commune de Boldești-Scăeni[142], construite entre 1936 et 1939[e 51], publiée dans la revue Arhitectura en mars 1938[d 20]. Le toit et les clochers de l'église ont été profondément modifiés plusieurs reprises à partir de 1941. L'édifice a subi tous les tremblements de terre depuis celui de 1940, la zone étant particulièrement sismique. De deux clochers massifs (façade et arrière du bâtiment) à l'origine, l'église n'en a gardé qu'un seul, le second étant remplacé par deux petits[127]. L'esthétique initiale de l’œuvre a disparu. En 1938, il construit également la chapelle du cimetière Eternitatea pour la commune[e 101].
- Chapelle mortuaire de la famille de Toma Gheorghe Tomescu[54],[e 101] à Vălenii de Munte, construite vers 1938-1939. Le peintre Tomescu en réalise les peintures murales. Baptisée chapelle de la Sainte Trinité[143], elle fait désormais office de chapelle pour le cimetière de la ville.
- Un monument de la Trinité[38] en chêne sculpté en 1939 pour Păulești (Voir chapitre Păulești).

### À Bucarest

#### Maisons, villas, et immeubles de rapport

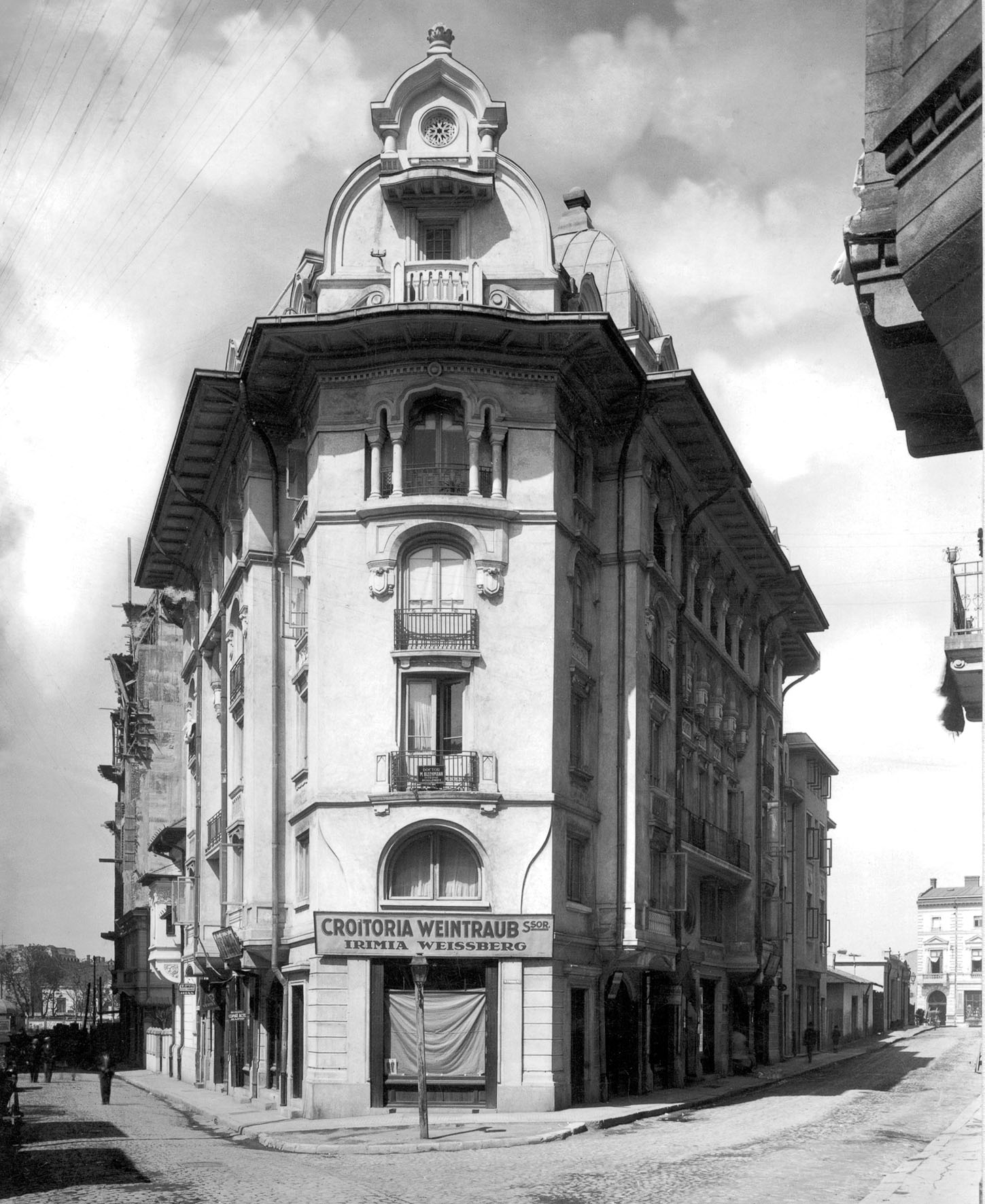
Immeuble des frères Tillman vers 1925, Bucarest.

- Immeuble de rapport sur la calea Șerban Vodă, encore visible, au no 105. Il est construit sur le même modèle que l'immeuble "Bogdan" de Ploiești, ayant en revanche un étage supplémentaire[e 102]. La bâtisse est malheureusement défigurée par des vitrages isolants disgracieux[137], un bétonnage grossier d'une partie de la rambarde du balcon principal, à l'origine en fer forgé, ainsi que par l'ouverture de larges baies vitrées détruisant l'harmonie qu'avait imaginé l'architecte. Les deux entrées au rez-de-chaussée ont aussi été simplifiées, perdant complètement leur style d'origine. Une photographie de l'immeuble a été publiée dans la revue Arhitectura en 1924[d 21], probablement juste après sa construction.

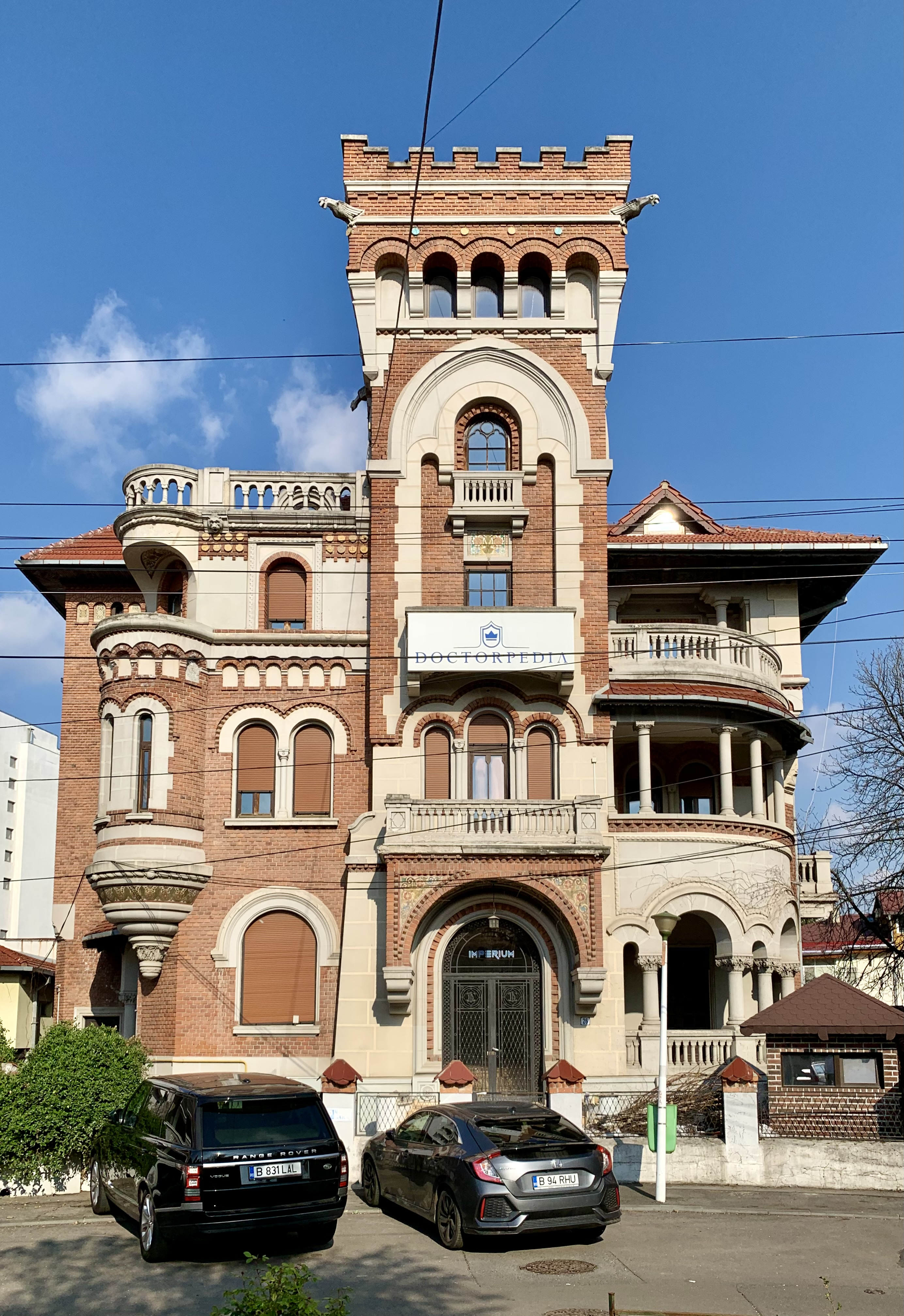
Villa D. Ionescu, Bucarest.

- Villa sur la strada Mitropolit Antim Ivireanul, publié dans la revue Arhitectura en 1924[e 46],[d 22]. Une partie de la rue est rasée dans les années 1980[144] pour les besoins de la réalisation démente de la Maison du peuple, exigée par le dictateur communiste Nicolae Ceaușescu. La villa est détruite à cette occasion[145].
- Immeuble de rapport des frères Tillman (ou Tilman). L'immeuble existe toujours. Avant la période communiste, il était situé au no 54 de la rue Carol, au croisement de la strada Carol, devenue strada Brâncoveanu, et de la strada Filittis. Désormais, il est à l'intersection des strada Filitti et Tonitza, non loin de la Piață Națiunile Unite (Place des Nations unies), dénommée pendant l'Entre-deux-guerres Piață Senatului (Place du Sénat). Le bâtiment est construit en 1926[e 103]. Son style est très proche de celui du Creditul Prahovei de Ploiești imaginé vers 1923. L'ouvrage a perdu un morceau de son pignon de la façade supérieure, perdant un peu ainsi de sa prestance et de sa beauté. Il est très probable que les tremblement de terre de 1940 (en) et 1977 aient gravement affecté cette structure et aient entraîné sa simplification[e 104],[g 10].
- Villa de l'ingénieur Al. Gheorghiade dans le parcul Bonaparte, bâtie entre 1923[e 105] et 1926[e 106]. Le parc est situé dans un triangle délimité par la strada Paris, la șoseaua Iancu de Hunedoara (ancienne șoseaua Bonaparte) et la calea Dorobantilor. Elle était située strada Londra, no 39. Disparue aujourd'hui, entièrement détruite en 1942 pour construire une autre villa sans aucune ressemblance avec la maison originale, il ne reste que deux photographies publiées dans la revue Arhitectura, l'une en 1926, et la seconde en 1941[d 23].
- Villa D. Ionescu, construite en 1927, sur la strada Mihai Cogălniceanu (on trouve aussi l'orthographe Kogălniceanu), șoseaua Kiseleff. La rue s'appelle désormais strada Gheorghe Brătianu. La villa est située au no 26, sur une placette dénommée Rondul Francis[e 107]. Deux photographies de la maison sont publiées par la revue Arhitectura en 1930[d 24]. Un petit pavillon avec toiture, construit au sommet de la tour a disparu, probablement affecté par les tremblements de terre de 1940 (en) et de 1977. La maison est Classée Monument Historique[146].

### Dans d'autres județe

#### Bâtiments publics et édifices religieux

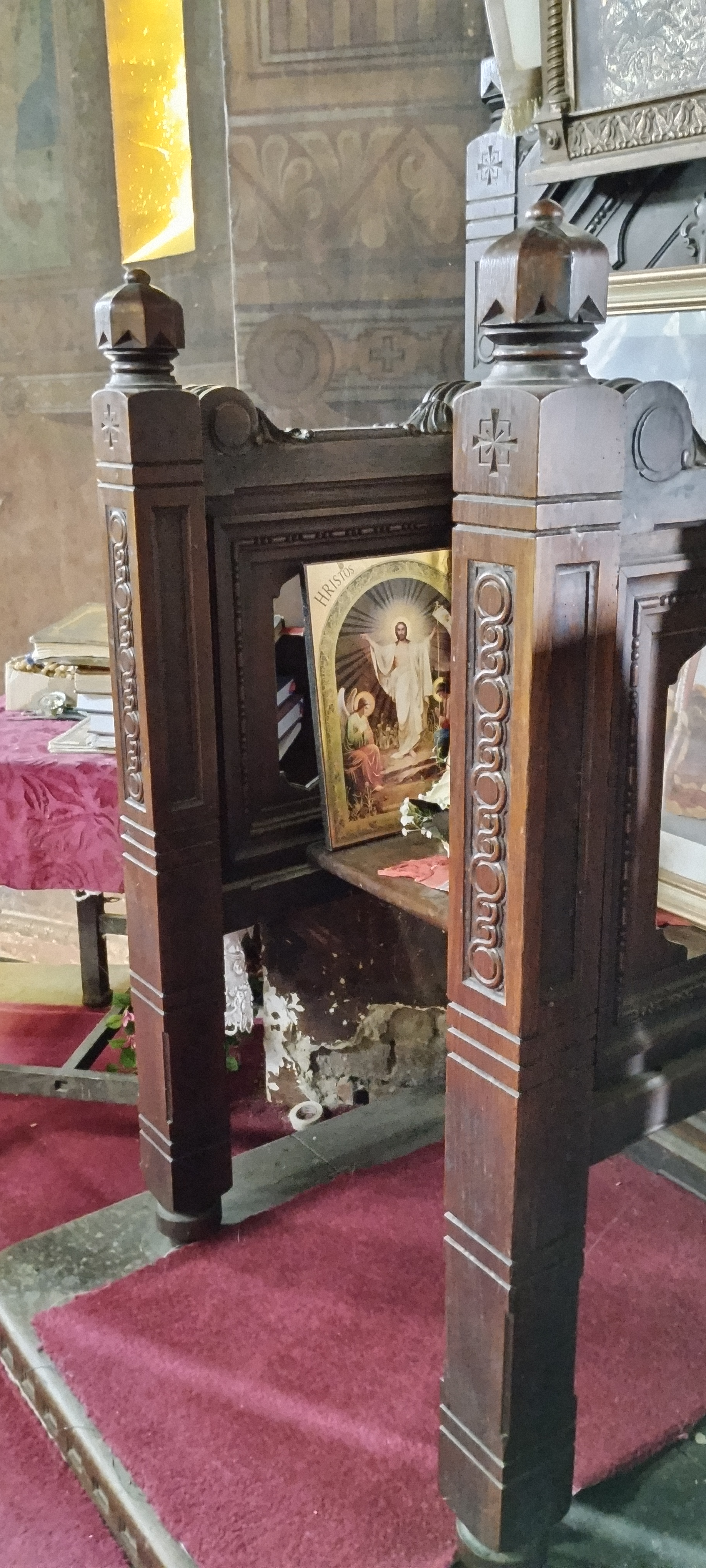

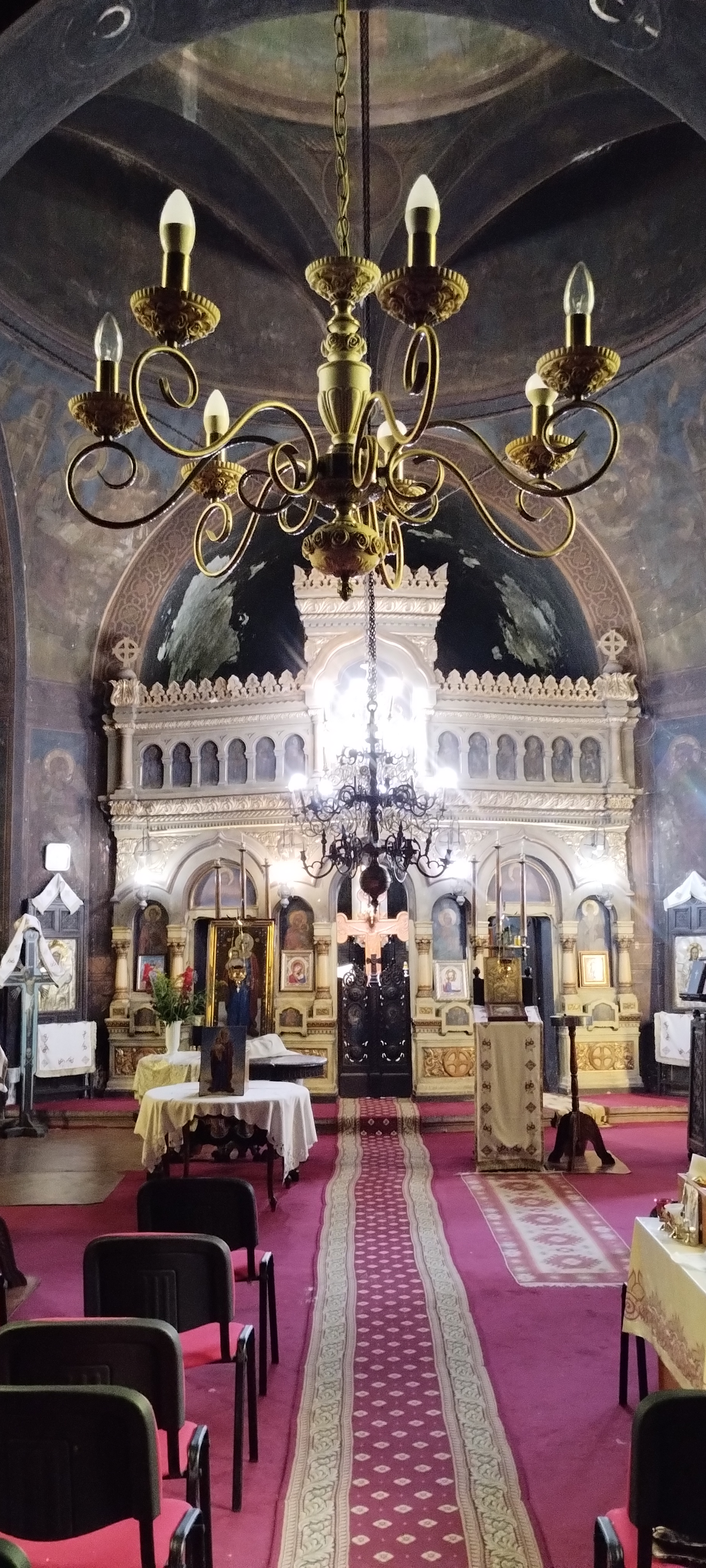

- Église Saint Nicolas et Alexandre (Sfântul Nicolae și Alexandru) de Netezești, commune de Nuci (județ d'Ilfov) (ro), de style néo-roumain, située strada Principală, près de la Mairie[e 108]. La construction[147] ainsi que les aménagements intérieurs sont réalisés entre 1912 et 1916. « L'église de Netezești, fondation religieuse de la famille Al. Serghiescu, a été dressée aux frais de Madame Al. Serghiescu dans d'assez bonnes conditions et même avec un certain luxe, tant pour la construction que pour le mobilier, ainsi que les peintures exécutées sous la conduite du peintre Pavlu ayant comme exécutants de nombreux jeunes peintres de remarquable talent, entre lesquels je cite Tonitza, St. Dumitrescu, Schweitzer-Cumpănă, Bălțatu qui n'avait alors que 16 ans et d'autres. »[b 53]. Le mobilier en chêne massif[e 109] est exposé à l'Athénée roumain lors de l'exposition organisée par l'architecte en 1916[b 54]. Les fresques et peintures intérieures ont été faites en 1932[e 4]. L'église est classée Monument Historique[148]. Elle est passée en 2022, de la liste "B" à la liste "A" des monuments historiques roumains[149]. En état de dégradation avancée, sa rénovation a commencé en 2023, sous l'égide du Père Rizea qui s'est battu pendant plus de 30 ans non seulement pour obtenir le passage du monument en liste "A", mais aussi pour obtenir les fonds nécessaires aux nombreuses actions de préservation ou restauration qui s'imposent[150].

| L'église Saint Nicolas et Alexandre de Netezești. | L'église Saint Nicolas et Alexandre de Netezești. | L'église Saint Nicolas et Alexandre de Netezești. |
| Église Saint Nicolas et Alexandre de Netezești.   |                                                   |                                                   |

- Lycée de garçons de Buftea (județ d'Ilfov). Construit de 1929 à 1934[e 110]. Il se situe strada liceului au no 5. Son nom exact (en 2009) est le lycée économique Barbu Știrbei Buftea[151].

## Travaux d'architecture conçus mais non exécutés
Sur les dix concours gagnés par l'architecte, seuls deux ont été exécutés : le Creditul Prahovei et, partiellement, le Palais de la Chambre de Commerce et d'Industrie, tous deux à Ploiești.
En outre, de nombreux projets n'ont jamais vu le jour, dont les sujets suivants :
- Projet de l'Institut du Sud-Est Européen, sous la direction du professeur Nicolae Iorga, à Bucarest, probablement dans les années 1930[b 55],[e 30].
- Projet d'une église pour la ville de Slănic (Prahova), réalisé pendant l'été 1913 et exposé à l'Athénée roumain de Bucarest au printemps 1916[b 23],[e 111]. Il est publié dans la revue Arhitectura en 1920[d 25].
- Projet de jardin public sur la Piață Unirii à Ploiești, dont l'étude gratuite est proposée par l'architecte à la ville en 1922. Le maire Ion Georgescu Obrocea retient les plans d'un autre architecte. Le jardin est inauguré en 1926[152],[e 46].
- Projet d'une halle en gros pour Ploiești, imaginée derrière les Halles Centrales, en 1936[e 64],[g 1].
- Projet d'un Palais de la Culture pour Ploiești, en 1937[h 17]. Le bâtiment baptisé "Palais de la Culture" depuis 1953 n'est autre que l'ancien Palais de Justice construit par les architectes Toma T. Socolescu et Ernest Doneaud.
- Projets d'églises pour la ville de Predeal (vers 1956), avec son fils Toma Barbu Socolescu[e 112],[153], ainsi que pour la commune de Păulești en 1944[e 30].
- Projet de la Mairie de Făgăraș[b 23],[e 30].

## Publications

### Livres
- (ro) Toma T. Socolescu, Amintiri [« =Mémoires »], Bucharest, Caligraf Design, 2004 (ISBN 973-86771-0-6, lire en ligne)[154],[155]

- (ro) Toma T. Socolescu, Fresca arhitecților care au lucrat în România în epoca modernă 1800 - 1925 [« Fresque des architectes qui ont œuvré en Roumanie à l'époque moderne de 1800 à 1925 »], Bucarest, Editura Caligraf Design, 2004, 209 p. (ISBN 973-86771-1-4, présentation en ligne)[156].

- (ro) Toma T. Socolescu (préf. Nicolae Iorga, le livre contient les chapitres rédigés pour la Monographie de la ville de Ploești de Mihail Sevastos (ro).), Arhitectura în Ploești, studiu istoric [« l'Architecture à Ploești, étude historique »], vol. référence : 16725, Bucarest, Cartea Românească, 1938, 111 p. (présentation en ligne)[157].

- (ro) [[Mihail Sevastos (ro)|Mihail Sevastos]] (L'architecte est l'un des auteurs de la monographie. Socolescu rédige les chapitres consacrés à l'architecture, les halles centrales, l'urbanisme, l'histoire des plans de la ville, ainsi que la culture populaire (les artistes plasticiens, les musées et la bibliothèque "Nicolae Iorga"). Le livre contient aussi nombre de ses dessins et aquarelles.), Monografia orașului Ploești [« Monographie de la ville de Ploești »], Bucarest, Cartea Românească, 1937, 905 p. (présentation en ligne)[158].

- (ro) Toma T. Socolescu (Avec les illustrations de l'architecte. Le récit de voyage est aussi inclus intégralement dans ses mémoires "Amintiri", pages 96–104 de l'ouvrage édité par Caligraf.), Prin Ardeal, note de drum ale unui arhitect [« En Transylvanie, Notes de voyage d'un architecte »], Ploești, Biblioteca România viitoare / Cartea Românească, 1923, 32 p. (présentation en ligne)[159].

- (ro) Jean Raymond (trad. Toma T. Socolescu, préf. Toma T. Socolescu (étude introductive), illustrations, figures, tables.), Urbanism la îndemâna tuturor: pentru uzul consilierilor comunali și județeni, arhitecților, inginerilor, medicilor, ofițerilor, agronomilor și al tuturor persoanelor ce se interesează de mai buna stare a orașului [« L'urbanisme à la portée de tous à l'usage des conseillers municipaux et des județ, architectes, ingéneiurs, médecins, officiers, agronomes et de toutes personnes s'intéressant au mieux être dans la cité »], Ploești, Editura municipiului Ploiești : Cartea Românească, coll. « Biblioteca Urbanistică », 1927, 172 p. (présentation en ligne)[160],[161].

- (ro) Paul Juillerat (trad. Toma T. Socolescu, préf. Toma T. Socolescu (étude introductive)), Igiena urbană [« L'hygiène urbaine »], Vălenii de Munte, Editura municipiului Ploiești : Datina Romanească, coll. « Biblioteca Urbanistică », 1932, 175 p.[b 56],[162], sous le titre roumain : Igiena urbană, Paul Juillerat, collection Biblioteca Urbanistică, Editura municipiului Ploiești : Cartea Românească, 1927[163].

- (ro) Toma T. Socolescu (Le volume II est consacré aux illustration (photographies) et compte 69 pages), Monografia Ioan Mincu Profesor Arhitect 1851-1912 [« Monographie Ioan Mincu Professeur Architecte 1851-1912 »], vol. I et II, Bucarest, Editura municipiului Ploiești : Datina Romanească, coll. « Biblioteca Urbanistică », 1953-1956, 408 p.[b 42],[164].

### Articles et dessins
- (ro) Dans le Buletinul Comisiunii Monumentelor Istorice (BCMI)[165], trois articles importants :

1. Église Saint Nicolas (Sfântul Nicolae) de Bălteni (județ d'Ilfov) (ro)[166], études archéologiques et relevés. Publié en 1908 dans le premier numéro (3e trimestre), sous le titre "Notes architecturales" pages 114-119[167].
2. Casa Hagi Prodan de Ploiești, études archéologiques et relevés. Publié en 1916[57], dans le dernier numéro paru avant la guerre. L'article sera aussi publié dans son livre Arhitectura în Ploești, studiu istoric[3],[a 31]. Ayant souffert des bombardements de 1944, la maison fut restaurée et le musée ré-inauguré le 1er mai 1953[b 17].
3. Casa Dobrescu de Ploiești, une maison typique des marchands et petits industriels du début du XIXe siècle, études archéologiques et relevés. Publié en 1926[a 16],[e 113],[63]. La maison est devenue le musée Ion L. Caragiale[64] depuis le 30 janvier 1962.

- (ro) Dans la revue Arhitectura, de 1916 à 1944 :

1. De nombreux articles sur les architectures roumaines, illustrés ainsi que ses propres plans et photographies des travaux réalisés[d 26].
2. Portraits d'architectes disparus dont Ion N. Socolescu (ro), Alexandre Clavel (ro), Dimitrie Herjeu[168], Toma N. Socolescu et Constantin Nănescu[d 27].
3. Note de drum (Notes de voyage en Italie). Un article illustré de 7 pages dans le no de 1925, pages 30–36.
4. Dessins et aquarelles d'anciennes maisons roumaines[d 28].
5. Toma T. Socolescu, « Principii și îndreptări. Către o arhitectură românească modernă » [« Principes et Orientations. Vers une architecture roumaine moderne »], Arhitectura, Bucarest, SAR, no 2,‎ 1941 - année vii, p. 17-18 (présentation en ligne). Une profession de foi où l'auteur y défend une idée d'un art soucieux de préserver les richesses nationales culturelles et le génie national roumain, tout en recherchant le progrès et la modernité. L'architecte y réfute toute idée d'architecture internationale. Il publiera cet article en français la même année.
6. Un article défendant l'idée de la création d'un Institut consacrée à la défense et au développement de l'architecture roumaine : "Un institut d'architecture roumaine", dans le no de 1943-1944[d 29].

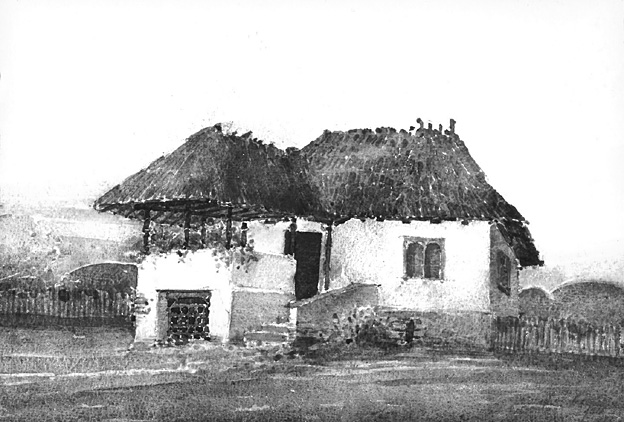
Aquarelle de Toma T. Socolescu - Ancienne maison de Ploiești tel qu'il en existait jusqu'au début du XXe siècle.

- (ro) Dans la revue Simetria : un article sur les architectes roumains qui ont étudié aux Beaux-Arts de Paris.
- (ro) Dans la revue România Viitoare :

1. Des notes de voyages sur la Roumanie et sur l'Italie.
2. Des articles littéraires sur la comtesse de Noailles (Brâncoveanu), Auguste Rodin, Octavian Goga, etc.
3. Des études sur quelques vieilles bâtisses et monuments historiques de Ploiești, dont :

- un article sur la ruine de l'église Saint Nicolas le vieux (Sfântul Nicolae Vechi) situé au 105 strada Mihai Bravu, en 1915,
- un article sur une ancienne maison, du style de la demeure Hagi Prodan, situé strada Ștefan cel Mare, vis-à-vis de l'église des Saints Voivodes (Sfînṭii Voevozi), en 1915. L'église est située au no 23.
- Toma T. Socolescu, « Vers une architecture roumaine moderne », Bulletin de l'École Polytechnique de Bucarest (bulletin publié en français), Bucarest, Tipărire Finanțe Si Industrie, vol. Extrait, nos 1 et 2,‎ 1941 - année xii (présentation en ligne)[171].

- Sur le sujet spécifique des Halles Centrales, le chef-d'œuvre de Toma T. Socolescu, sont apparus plusieurs articles dans les revues et journaux roumains ainsi que dans différentes revues européennes :

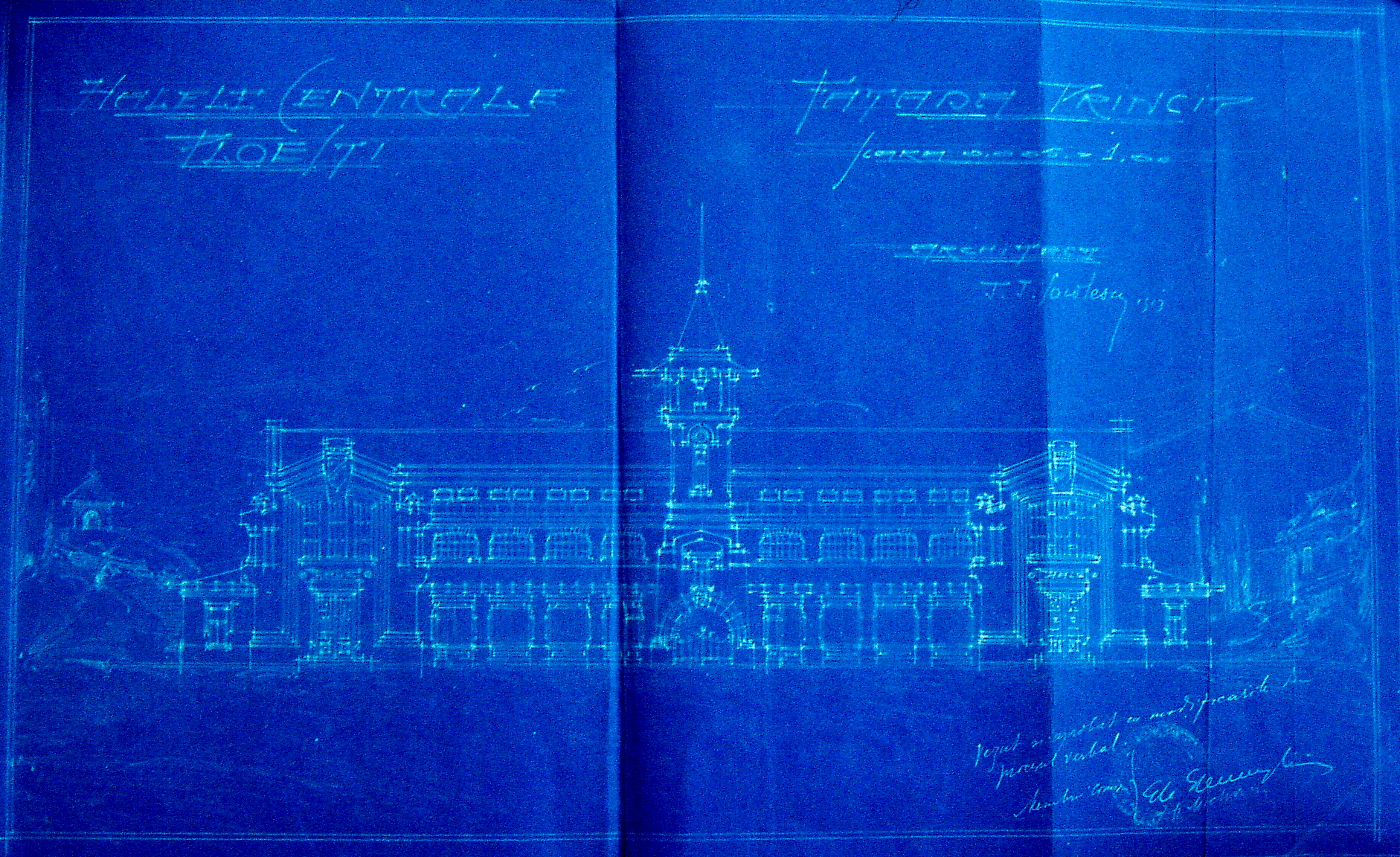
Pré-projet (1913) de Toma T. Socolescu pour les Halles Centrales de Ploiești.

1. (ro) Roumanie : un long article dans le journal Urbanismul, deux parutions de la revue Arhitectura, et d'autres publications :
  1. (ro) Toma T. Socolescu, « Halele orașului Ploești » [« Les halles de la ville de Ploești »], Urbanismul, Bucarest, Institutul Urbanistic al României, vol. année 9, nos 11-12,‎ novembre-décembre 1932, p. 373-378 (présentation en ligne, lire en ligne, consulté le 17 mai 2025)
  2. Dans la revue Arhitectura : Toma T. Socolescu, Halele Centrale ale orașului Ploești, cinq photographies intérieures et extérieures des halles, 1931-1933, pages 40-41 et page 86 ; et Toma T. Socolescu, Halele Centrale Ploești, article, plans, dessins et photographies, juillet 1936, no 6, pages 13-16 et pages 21-30. L'article du no  de juillet 1936 est repris 'in extenso' pages 597-603 de la Monografia orașului Ploești[52] de Mihail Sevastos (ro) ainsi qu'en pages 96–101 du livre Arhitectura în Ploești, studiu istoric[3] écrit par Toma T. Socolescu
  3. Dans le journal Ploieștii, un article intitulé "La construction des Halles", écrit le 21 avril 1929, au sujet d'un conflit juridique sur le contrat de construction des halles ; en 1936, toujours dans Ploieștii, un long article au sujet de la publication d'un article dans la revue française La Techniques des Travaux, publié la même année.
  4. dans la revue Revista Veterinară, un article.
2. France : Trois études illustrées sur les Halles Centrales de Ploiești écrites en français par l'architecte lui-même.
  1. T. T. Socolesco, architecte, « Les Halles Centrales de Ploesti (Roumanie) », L'Architecture d'Aujourd'hui, Paris, L'Architecture d'Aujourd'hui, vol. année 7, no 11,‎ novembre 1936, p. 44–45 (présentation en ligne, lire en ligne, consulté le 17 mai 2025) ;
  2. T. T. Socolesco, architecte, « Les Halles Centrales de Ploesti (Roumanie) », La Techniques des Travaux, Paris, La Techniques des Travaux, vol. année 12, no 8,‎ août 1936, p. 413–417 (présentation en ligne, lire en ligne, consulté le 17 mai 2025) ;
  3. T. T. Socolesco, Architecte, Professeur à à l’Académie des Architectes de Bucarest, « Les Halles Centrales de Ploesti en Roumanie », La Construction moderne, Paris, La Construction moderne, vol. année 51, no 46,‎ septembre 1936, p. 945-955 (présentation en ligne, lire en ligne, consulté le 17 mai 2025).
3. (uk) Royaume-Uni : The Architect, Londres.
4. (de) Allemagne : (de) Rudolf Saliger (de) et Dr. Ing. Friedrich V. Baravalle, « Die neue grossmarkthalle in Ploiesti » [« Les nouvelles halles de Ploesti »], Der Bauingenieur, Berlin, Der Bauingenieur, vol. 14 Jahrgang, no Heft 21-22,‎ 26 mai 1933, p. 282-284 (présentation en ligne).

- (ro) Par ailleurs, il publiera, et sera l'objet, de nombreux articles dans les journaux de Ploiești, Iași et Bucarest, sur des questions d'architecture[172], mais aussi d'urbanisme[173], de politique locale[174], d'art et de culture[175], de circulation[176], voire d'agriculture[177], ainsi que des nécrologies[178].

## Autres sources
- (ro) Arhivele Naționale ale României : Direcția Județeană Prahova a Arhivelor Naționale (Direction des Archives Nationales Roumaines du județ de Prahova)[186].
- (ro)  Documents officiels des institutions roumaines.
- Archives de la famille Socolescu (Paris, Bucarest) dont un fonds photographique.
- (ro) Lucian Vasile, historien, conseiller supérieur au Conseil National d'Etude des Archives de la Securitate (CNSAS) depuis 2025, ancien expert et chef de bureau à Institut d'enquête sur les crimes du communisme et la mémoire de l'exil roumain (IICCMER), Président de l'Association pour l'Éducation et le Développement Urbain (AEDU)[187],[188], auteur du site spécialisé sur la ville de Ploiești et son histoire : RepublicaPloiesti.net.
- (ro) Constantin Ilie, ingénieur de construction civile et industrielle à Ploiești, expert technique des constructions pendant 35 ans. Né le 18 mars 1929 à Păulești, M. Ilie a connu personnellement Toma T. Socolescu et a étudié son œuvre de 2004 à 2024, année de son décès.
- (be) et (ro) Vincent Gérard Duqué, petit-fils de Gérard Joseph Duqué, à Ploiești. Le grand-père de M. Duqué était un ami de l'architecte. Tous deux étaient membres actifs du Rotary Club de la ville.